# Oran
Vous lisez un « bon article » labellisé en 2010.
Cet article concerne la ville portuaire du nord-ouest de l'Algérie. Pour les autres significations, voir Oran (homonymie).
Oran (en arabe : وهران, Wahrān ; en tamazight : ⵡⴰⵀⵔⴰⵏ, prononcé localement /wɑhren/), surnommée « la Radieuse » (en arabe : الباهية, el-Bāhia) et « la Joyeuse », est la deuxième ville d'Algérie par sa population et l'une des plus importantes villes du Maghreb. C'est une ville portuaire de la mer Méditerranée, située dans le nord-ouest de l'Algérie, à 432 km de la capitale Alger, et le chef-lieu de la wilaya éponyme, en bordure du golfe d'Oran.
La ville est située au fond d'une baie ouverte au nord et dominée directement à l'ouest par la montagne de l'Aïdour (ou Murdjajo), d'une hauteur de 580 m, ainsi que par le plateau de Moulay Abd al Qadir al-Jilani. L'agglomération s'étend de part et d'autre du ravin de l'oued Rhi, maintenant couvert.
Fondée en 902 par les Andalous, Oran connaît une succession de dynasties arabo-berbères et devient sous les Zianides, l'un des principaux débouchés maritimes du Maghreb central. Occupée par les Espagnols en 1509, elle est reconquise en 1792 par le bey Mohamed el-Kebir, après un premier intermède (entre 1708 et 1730) et devient le siège du beylik de l'Ouest. Pendant la colonisation française, elle connaît un développement rapide, et devient la deuxième ville d'Algérie. Après l'indépendance, elle demeure la capitale économique de l'Ouest du pays et le principal centre financier, commercial et industriel.
En 2008, la commune comptait 609 940 habitants, alors que la population de l'agglomération oranaise était d'environ 1 000 000 habitants. En 2020, les estimations officielles de l'aire urbaine indiquaient une population de 1 760 685 habitants. Oran est ainsi à la fois la deuxième ville et la deuxième aire urbaine d'Algérie.

## Géographie

### Situation
Oran, chef-lieu de la wilaya du même nom, est l'une des 26 communes de cette division administrative et la deuxième plus grande ville d'Algérie après la capitale Alger. Située au nord-ouest du pays, sur la rive sud du bassin méditerranéen, elle s'élève au fond d'une baie ouverte sur le golfe d'Oran, à environ 432 km d'Alger. Les villes voisines les plus proches sont Mostaganem (80,9 km à l'est), Sidi Bel Abbès (89,3 km), Mascara (97,7 km au sud-ouest) et Aïn Témouchent (73,5 km à l'ouest).

Géographiquement, la commune d'Oran est limitée par la montagne de l'Aïdour, à l'ouest et le plateau de Moulay Abd-al-KadEr-al-Jilani (aussi appelé Moul-el-Meida) au sud. Selon le découpage administratif actuel, elle est entourée par les communes de Mers el-Kébir à l'ouest, Misserghin au sud-ouest, Es Senia au sud, Sidi Chami au sud-est et Bir El Djir à l'est, constituant ainsi ses banlieues immédiates.
| Mers el-Kébir | Mer Méditerranée | Bir El Djir |
| Misserghin    | Oran             | Bir El Djir |
| Misserghin    | Es Senia         | Sidi Chami  |

### Relief
Oran se niche au creux d'une baie naturelle, adossée aux contreforts de la montagne de l'Aïdour. Surmontée par son emblématique Fort de Santa-Cruz, qui culmine à environ 429 mètres, la ville a vu naître son premier noyau urbain sur les bords du ravin de Raz el-Aïn. Elle s'est ensuite étendue vers l'est et le sud-est sur un plateau calcaire qui s'ouvre à l'arrière-pays sur une Plaine côtière semi-arides.
Le front de mer d'Oran s'élève à 40 mètres d'altitude, tandis que les falaises de Gambetta culminent à plus de 50 mètres. La ville s'élève ensuite en pente douce, atteignant 70 mètres sur le plateau de Karguentah et 90 mètres dans la banlieue d'Es-Senia. Des ravins autrefois présents, parcourant l'emplacement actuel de la ville, ont été partiellement ou complètement comblés par l'expansion urbaine,,, comme le ravin d'Aïn-Rouina, la Mina et du ravin Blanc.
À 15 km au sud-ouest de la ville d'Oran se trouve la sebkha d'Oran, un lac endoréique de plus de 40 000 Ha,,. C'est la deuxième plus grande sebkha d'Algérie. Elle est alimentée par plusieurs oueds et joue un rôle crucial dans l'environnement de la région,,, permettant de réguler le climat local et de recharger les nappes phréatiques,.
Outre la ville elle-même, les environs de la wilaya offrent un panorama montagneux exceptionnel. À l'est, la montagne des Lions s'élève à 587 mètres, tandis que la chaîne du Djebel Orousse culmine à 628 mètres au Djebel Sidi Driss. D'autres sommets importants de cette chaîne incluent le Djebel Tafrent à 589 mètres. Au sud-est, le Djebel Sidi Aissa domine à 789 mètres, et enfin, les monts du Tessala atteignent 1 048 mètres au sud.

### Géologie
La géologie d'Oran constitue un élément fondamental de son identité et de son patrimoine. L'appréhension des différentes composantes géologiques de la région permet une meilleure compréhension des paysages, et de l'histoire locale. Par ailleurs, la région d'Oran dispose d'importantes ressources naturelles, dont il convient de citer quelques exemples : des ressources minérales, des matériaux de construction, des réserves d'eaux souterraines importantes et des sources d'eaux thermales.
La géologie de la commune d'Oran est riche et complexe, reflétant l'histoire géologique mouvementée de la région. Cette richesse peut être appréhendée à travers son contexte régional, en la subdivisant en plusieurs unités géologiques distinctes.
Le bassin du golfe d'Oran, constitué de sédiments marins et marneux du Miocène et du Pliocène,. Ces roches sédimentaires, composées principalement de calcaire, de grès, de schiste et d'argile, contiennent des fossiles et des traces d'organismes anciens.
Ce bassin côtoie le massif ancien du Murdjajo, formé  de  roches métamorphiques et roche magmatique du Paléozoïque et du Trias lors de l'orogenèse alpine,. Ce massif, d'une superficie d'environ 600 hectares,, porte les traces des collisions entre la plaque africaine et plaque eurasiatique,,,,,.
Au sud du golfe d'Oran, s'étend une plaine calcaire d'environ 200 mètres d'épaisseur, et s'élève à une altitude moyenne de 100 mètres. Formée d'alluvions du Quaternaire et de marnes du Miocène supérieur,, elle s'est façonnée, il y a environ 10 millions d'années dans un environnement marin peu profond. La surface du plateau, généralement plane, est parfois ponctuée de collines et de buttes, et entaillée par plusieurs ravins ou oueds. L'érosion du plateau calcaire d'Oran a créé un paysage accidenté, avec des falaises, des ravins et des grottes. Cette érosion a également eu un impact sur l'occupation humaine de la région, favorisant l'installation des populations dans des zones plus abritées et offrant des ressources naturelles.
La région d'Oran est située dans une zone de convergence entre les plaques africaine et eurasienne,,,, ce qui est à l'origine de la formation de la chaîne montagneuse de l'Atlas tellien,,,. Au cours des siècles écoulés, la région a subi plusieurs séismes majeurs,, ce qui la place dans une zone de sismicité modérée à élevée,,. La subduction de ces plaques génère également des tremblements de terre profonds, perceptibles à la surface. Ces secousses sismiques sont dues aux failles majeures qui traversent la région, notamment la faille d'Oran d'est en ouest et la faille du Tell, qui longe la côte méditerranéenne. C'est pourquoi des études scientifiques lui ont attribué un risque sismique élevé, avec la possibilité d'un séisme majeur de magnitude 6 dans un avenir proche.

### Climat
Le climat d'Oran se transforme effectivement sous l'effet du changement climatique, qui se manifeste par une augmentation des températures et une diminution des précipitations. Cette tendance est susceptible de se poursuivre et rend la région vulnérable. En effet, sa situation géographique et ses caractéristiques climatiques l'exposent à la sécheresse et aux vagues de chaleur. Ce changement affecte également de manière significative le milieu marin, menaçant la biodiversité marine et les écosystèmes. Si aucune mesure n'est prise aux niveaux mondial et régional, les impacts de ces changements risquent de s'aggraver, avec des conséquences néfastes.
Le climat de la région d'Oran est de type méditerranéen, caractérisé par des étés chauds et secs et des hivers doux et humides. La température moyenne annuelle est de 18 °C,. Les mois les plus chauds sont juillet et août, avec des températures moyennes de 27 °C. Janvier et février sont les plus froids, avec des moyennes de 13 °C.
La proximité de la mer Méditerranée joue un rôle important dans la régulation du climat de la région, en atténuant les températures et en favorisant des précipitations plus régulières. Cependant, le climat d'Oran se distingue de celui de la rive nord du bassin méditerranéen par des variations thermiques plus accentuées entre les saisons. L'amplitude thermique annuelle est d'environ 15 °C, ce qui est relativement important pour une région méditerranéenne. Oran se distingue par une pluviométrie moyenne annuelle d'environ 400 mm, inférieure à celle du centre et de l'est du pays. Cette différence s'explique par plusieurs facteurs. D'abord, la circulation atmosphérique, avec des vents dominants d'ouest et de nord-ouest, ne transporte pas d'importantes quantités d'humidité vers la région. Ensuite, le climat semi-aride,se caractérise par des précipitations faibles et concentrées en hiver, tandis que l'évaporation importante, due à la chaleur et à l'ensoleillement intenses, réduit l'apport d'eau par les précipitations. Enfin, la proximité de la péninsule Ibérique et de l'Atlas marocain crée un effet d'ombre pluviométrique, privant Oran d'une partie des précipitations.
L'humidité relative moyenne annuelle de la région d'Oran est d'environ 70 %, avec une variation saisonnière marquée. En effet, l'humidité est la plus élevée en hiver, atteignant son maximum en décembre et janvier. En revanche, elle est la plus basse en été, avec un minimum en juillet et août. Le brouillard est un phénomène relativement fréquent à Oran, surtout en hiver. Il est généralement observé le matin et se dissipe rapidement au cours de la journée.
Les vents d'Oran sont caractérisés par des vents dominants d'ouest soufflant à une vitesse moyenne de 15 km/h, confirmés par la rose des vents de la ville. Cette direction et cette vitesse constante contribuent au climat méditerranéen de la région, influençant la sécheresse estivale et les précipitations hivernales. Le couloir de Gibraltar joue un rôle crucial dans la direction de ces vents. En effet, ce détroit agit comme un canal pour les masses d'air atlantique attirées par la dépression atmosphérique quasi-permanente sur la Méditerranée,. Ces masses d'air s'engouffrent dans le couloir et convergent vers l'est du bassin méditerranéen, générant des vents forts et fréquents à Oran, avec une vitesse moyenne annuelle de 20 km/h. Il est important de noter que d'autres facteurs influencent les vents, tels que la topographie locale et les brises marines. La combinaison de ces facteurs explique la complexité du régime des vents dans la région. En plus de ces vents dominants, des épisodes venteux intenses peuvent survenir, généralement en hiver. Ces tempêtes de vent, provenant souvent du nord-ouest, peuvent occasionner des rafales atteignant 80 à 100 km/h, accompagnées de précipitations et d'une baisse sensible des températures.
Les événements climatiques extrêmes auxquels est exposée la région peuvent être divers. La sécheresse, un phénomène relativement fréquent, peut avoir des impacts négatifs sur l'agriculture et l'eau potable. Les tempêtes de sable, bien que rares, peuvent être spectaculaires et sont généralement provoquées par des vents forts du Sahara. Les inondations, moins fréquentes mais intenses, peuvent également causer des dommages importants.
La température de la mer dans la baie d'Oran a atteint une augmentation de température moyenne de réchauffement de 0,2°C par décennie depuis 1993 à 2018. Cette tendance est plus prononcée en été, avec une augmentation de 0,3°C par décennie. Cette hausse s'accompagne d'une intensification des vagues de chaleur marine, plus fréquentes et plus longues. En février, la température minimale de la mer atteint environ 14°C, tandis qu'en août, elle atteint son maximum, frôlant 27°C.
| Mois                              | jan. | fév. | mars | avril | mai  | juin | jui. | août | sep. | oct. | nov. | déc. |
| --------------------------------- | ---- | ---- | ---- | ----- | ---- | ---- | ---- | ---- | ---- | ---- | ---- | ---- |
| Température minimale moyenne (°C) | 8,5  | 9    | 10,5 | 12,5  | 15   | 18   | 21,5 | 22   | 20,5 | 17,5 | 14   | 11   |
| Température moyenne (°C)          | 12,2 | 13,4 | 15,2 | 17,4  | 20,2 | 23,4 | 26,2 | 27,4 | 25,2 | 22,4 | 18,2 | 14,4 |
| Température maximale moyenne (°C) | 16   | 18   | 20   | 22    | 25   | 28   | 31   | 32   | 29   | 26   | 22   | 18   |
| Précipitations (mm)               | 43   | 38   | 33   | 28    | 23   | 18   | 5    | 3    | 13   | 28   | 43   | 48   |
| Humidité relative (%)             | 75   | 72   | 70   | 68    | 65   | 62   | 60   | 62   | 65   | 70   | 73   | 76   |

### Hydrologie
Les sources d'approvisionnement hydrique : en l'absence de données précises pour la commune d'Oran, les statistiques de la wilaya d'Oran nous éclairent sur la gestion durable des ressources hydriques à l'échelle locale. En effet, la répartition de la consommation au son sein se présente comme suit : 60 % pour l'alimentation en eau potable, 10 % pour le secteur industriel et 30 % pour le secteur agricole. Or, la production est estimée à 300 000 m3 par jour, tandis que le déficit est d'environ 70 000 m3 par jour. Oran représente environ 60 % de la demande totale en eau potable de la wilaya, si l'on prend en considération le chiffre projeté de 464 000 m3 par jour à l'horizon de 2030.
Face à la demande croissante en eau et aux défis posés par la sécheresse et le changement climatique, le gouvernement algérien s'est engagé dans une stratégie multidimensionnelle pour garantir la sécurité hydrique du pays. Cette stratégie s'articule autour de plusieurs axes clé, dont la diversification des sources d'approvisionnement par les barrages, la mobilisation des eaux non-conventionnelles ainsi qu'à l'amélioration des infrastructures de distribution.
L'approvisionnement en eau de la région d'Oran provient principalement de trois sources : les barrages, les nappes phréatiques et les usines de dessalement. Ces dernières contribuent à répondre à la demande croissante d'une population, d'une industrie et d'une agriculture de plus en plus exigeantes.
Barrages : la wilaya d'Oran s'alimente principalement du barrage du Cheliff dans la wilaya de Mostaganem et représente 52 % de l'approvisionnement total (capacité de 50 millions de m3), du barrage de Gargar dans la wilaya de Relizane (capacité de 45 millions de m3) du barrage de Kerrada dans la wilaya de Mostaganem (capacité de 70 millions de m3) et enfin du barrage de Beni Bahdel dans la wilaya de Tlemcen (capacité de 54 millions de m3).
Oran est reliée à plusieurs stations de dessalement, notamment celles de Bousfer, Aïn El Turk, Arzew (Kahrama), El Mactaâ, située dans la wilaya de Mostaganem, a été inaugurée en 2014 avec une capacité de production de 200 000 m3 par jour, et plus récemment celle de Cap Blanc, située dans la commune d'Aïn El Kerma. Avec une capacité de production d’environ 300 000 m³/jour, cette dernière devrait permettre à la ville d’Oran de combler son déficit en distribution d’eau.
Forages : la production est estimée à 160 000 m3 jour. Le nombre de forages a augmenté de 50 % depuis 2002, pour un total de plus de 120 forages en exploitation, dont 25 forages profonds et horizontaux. L'introduction de techniques modernes et performantes, on permit d'atteindre des gisements plus profonds et d'augmenter la production. Un réseau de canalisations et de stations de pompage achemine l'eau vers les foyers et les infrastructures économiques. Des réservoirs et des châteaux d'eau permettent de la stocker et de réguler la pression dans le réseau. Deux entreprises principales gèrent la distribution d'eau dans la wilaya d'Oran à savoir l'Algérienne des Eaux (ADE) : chargée de la distribution dans la plupart des communes et Société de l'Eau et de l'Assainissement d'Oran (SEOR) : chargée de la distribution d'eau potable et de l'assainissement à Oran.
Le système aquifère de la commune d'Oran se caractérise par un substratum imperméable sous le plateau d'Oran,. Ce substratum bloque l'infiltration des eaux pluviales et la recharge des nappes phréatiques. De plus, des changements latéraux de faciès affectent la composition et la perméabilité des roches horizontalement,,, impactant ainsi la circulation de l'eau. La complexité du système rend difficile la localisation et l'exploitation des nappes phréatiques, augmentant le risque de contamination des eaux souterraines,. La présence de couches imperméables peut limiter la capacité du système à se purifier naturellement. L'approvisionnement en eau d'Oran est crucial, car l'eau est insuffisante et souvent très chargée en sel,, à cause des faibles précipitations, ne garantissant pas un approvisionnement suffisant et permanent.
En raison de sa position géographique et de son niveau d'urbanisation, la commune d'Oran ne compte que peu de points d'eau naturels,,,. Néanmoins, la wilaya d'Oran abrite d'autres points d'eau précieux disséminés sur son territoire qui jouent un rôle important dans l'approvisionnement de la ville. La seule source d'eau pérenne dans la commune d'Oran reste celle de Ras El-Aïn, aussi connue sous le nom de source de Aïn Blal, avec un débit plus en moins constant,,,. Elle prend sa source à l'origine du ravin qui s'étend sur environ 5 kilomètres. Son parcours sinueux atteint parfois de fortes profondeurs, ce qui rend le risque d'inondation de la région, en cas de fortes pluies, important. Autrefois, d'autres ravins façonnaient le paysage du plateau d'Oran qui abritait plusieurs sources,,. Cependant, elles ont disparu de la surface et se sont écoulées vers un réseau souterrain en raison de l'expansion urbaine depuis le début du siècle dernier.
La commune d'Oran, ne possède aucune zone humide en son sein. Cependant, il est important de souligner leur présence dans sa périphérie et dans sa banlieue immédiate. Ces zones jouent un rôle crucial dans l'épuration des eaux, filtrant naturellement les eaux polluées et contribuant à l'amélioration de la qualité de l'eau potable,. Elles régulent également le cycle hydrologique en absorbant et en stockant les eaux de pluie, réduisant ainsi les risques d'inondations et en rechargeant les nappes phréatiques,.
Si les zones humides présentent de multiples fonctions et défis, il est crucial de trouver des solutions pour préserver cet environnement fragile et garantir sa pérennité, tant au niveau local que régional.
La wilaya d'Oran abrite plusieurs zones humides d'importance nationale et internationale, classées sites Ramsar,,depuis 1983. Parmi les plus importantes, on peut citer :
Le lac Télamine, situé à environ 10 km au sud-est d'Oran. Ce lac salé d'une superficie de 1 100 hectares abrite une importante population d'oiseaux migrateurs (flamants roses, canards, cigognes) et constitue une source d'eau potable pour la ville.
La Grande Sebkha d'Oran, située au sud-ouest d'Oran, est une vaste dépression saline de 43 000 hectares,. C'est l'une des plus grandes sebkhas d'Algérie,. Elle constitue un important lieu de reproduction pour les oiseaux migrateurs, et abrite une flore unique adaptée aux conditions salines,.
Les salines d'Arzew, situées à l'est d'Oran, sont un ensemble de marais salants d'une superficie de 290 hectares. Elles constituent un important lieu de passage pour les oiseaux migrateurs et une source de sel pour l'industrie chimique. Le lac de Sidi Chahmi, situé au sud d'Oran, est un lac d'eau douce de 10 hectares. Il offre un espace de loisirs et de détente aux habitants d'Oran et abrite une faune et une flore diversifiées.
La wilaya d'Oran abrite également d'autres zones humides d'importance moindre, comme les marais de la Macta, les dayas d'Oum Ghellaz et le daya d'El Bagra, et les zones humides du littoral. Ces zones humides jouent un rôle crucial dans la régulation du climat, la purification de l'eau et la protection de la biodiversité. Cependant, elles sont menacées par l'urbanisation, la pollution et le changement climatique. Il est donc important de mettre en place des mesures, pour les protéger et les valoriser.

### Faune et flore
La compréhension des écosystèmes, de la faune et de la flore des zones urbaines,, comme à Oran, s'avère complexe. Cette difficulté s'articule autour de plusieurs points : le manque de données scientifiques, qui rend difficiles la modélisation et la prédiction de leurs comportements, et leur moindre valorisation par rapport aux écosystèmes naturels. Malgré ces défis, il est crucial de porter un intérêt à ces écosystèmes urbains, car ils abritent une grande partie de la population et ont un impact important sur l'environnement.

### Faune
En raison de son urbanisation complète, la région de la ville d'Oran présente une faune caractéristique des milieux anthropisés. Cette communauté faunique se compose d'espèces opportunistes et adaptables à la proximité humaine, exploitant les niches écologiques offertes par l'environnement urbain.
Parmi les familles de mammifères les plus représentatifs, on peut citer les canidés et les félidés (chiens et chats) ainsi que des chiroptères (chauves-souris) et d'autres espèces telles que les muridés (rat brun, rat noir et souris grise) qui s'adaptent facilement aux différents environnements. Outre les espèces déjà citées, la proximité des zones urbaines avec la chaîne montagneuse du Murdjajou attire certaines espèces sauvages en quête de nourriture. Parmi les plus fréquentes à observer, figure le sanglier d'Europe, des mangoustes ainsi que des lièvres et les lapins. Plus rarement, à cause de la fragmentation des habitats à la limite des zones urbanisées, on peut apercevoir le loup doré africain et exceptionnellement, dans certains cas isolés, le chacal doré, le chat sauvage d'Afrique ou encore la hyène rayée.
D'autres espèces domestiques peuvent être mentionnées, bien qu'elles ne soient pas nécessairement visibles en milieu urbain. Elles sont présentes à la périphérie à proximité des zones agricoles. Parmi ces espèces, on peut citer des ânes, des bovidés (vaches, moutons et chèvres) ou plus rarement, des équidés tels que le cheval de l'Atlas, le cheval arabe ou encore l'anglo-arabe.
Quant à l'avifaune de la région, elle se distingue par sa richesse et sa diversité, caractéristiques typiques du bassin méditerranéen. On y trouve une multitude d'espèces d'oiseaux, dont une proportion non négligeable est migratrice. Sa situation géographique et son climat en font une étape importante sur les routes migratoires, offrant aux oiseaux un lieu de repos et de nourriture, avant de poursuivre leur voyage. La variété des habitats présents dans la région d'Oran est un facteur déterminant pour la composition de son avifaune. Des zones humides aux milieux mosaïque marine et côtière, en passant par une flore spécifique à la région, cette diversité offre un environnement adéquat à une grande variété d'espèces.
La faune herpétologique et entomologique abrite une biodiversité d'une richesse et d'une diversité remarquables. Elle s'explique par la proximité de la région avec divers habitats, tels que les reliefs montagneux du Mudjajou et la montagne des Lions, Les zones humides, ainsi que sa proximité aux récifs littoraux. En effet, cette variété d'écosystèmes offre un refuge idéal à de nombreuses espèces de reptiles, d'amphibiens et d'insectes. De plus, le climat méditerranéen, avec ses hivers doux et ses étés chauds, est particulièrement favorable à la reproduction de nombreuses espèces. Parmi les plus remarquables, on peut citer les reptiles comme le caméléon commun, la vipère d'Arzew ou le lézard ocellé. Des amphibiens comme la grenouille verte et le crapaud commun, des insectes comme le papillon flambé, des coléoptères comme le scarabée sacré, et des hyménoptères telles que les abeilles et les guêpes.
La faune marine du golfe d'Oran d'une superficie d'environ 2 000 km2 et atteignant 1 200 mètres de profondeur, il offre une diversité d'habitats marins uniques. Sa côte découpée, ponctuée de baies et de caps, et ses îles comme les Habibas et de Paloma constituant des refuges et des zones de reproduction pour une multitude d'espèces.
On y recense plus de 800 espèces de poissons, 100 espèces de crustacés et 50 espèces d'échinodermes. Des bancs scintillants de sardines, d'anchois et de maquereaux nourrissent les prédateurs tels que les thons, les bonites et les barracudas. Le fond marin abrite une multitude de poissons démersaux : mérous, dorades, rougets et pageots peuplent les roches et les herbiers, tandis que les soles et les plies se camouflent dans le sable.
Ce lieu unique offre également un refuge à une multitude d'invertébrés fascinants. Les coraux rouges construisent des récifs protecteurs, les moules perlières filtrent l'eau, et les crabes, crevettes et langoustes sillonnent le fond marin. Les oursins violets et éponges de Neptune contribuent à l'équilibre de cet environnement en broutant les algues et en filtrant l'eau.
En plus de sa riche vie marine, ce lieu abrite une diversité de mammifères marins fascinants. Dauphins communs, bleus et blancs, de Risso et grands dauphins y évoluent en toute liberté. On peut également apercevoir occasionnellement des baleines de rorqual commun et des cachalots.

#### Flore
Le climat méditerranéen d'Oran a façonné la flore des différents habitats de la région. Des arbres aux plantes herbacées, en passant par les fougères et plusieurs autres végétaux, la flore reflète les variations topographiques des zones côtières, des montagnes, des plaines et des forêts. Plus de 2 200 espèces ont été recensées et réparties en deux groupes principaux : les espèces indigènes et exotiques. Parmi les espèces indigènes, on trouve le pin, le chêne vert, le romarin et le thym qui dominent le paysage. Des espèces exotiques comme l'eucalyptus, le figuier de Barbarie et les palmiers ajoutent une touche de diversité.
Adossé au mont Aïdour, Oran est naturellement délimité par une chaîne montagneuse. Cette configuration offre un biotope unique pour de nombreuses espèces végétales en bordure de la ville, créant un écosystème distinct au sein de l'environnement urbain. La flore s'organise de manière spécifique à mesure que l'on pénètre dans les zones urbaines. Le long des axes des agglomérations, on remarque des arbres d'alignement : ficus, palmiers, eucalyptus, platanes et lauriers. En s'éloignant du centre-ville, la composition végétale évolue, avec une prédominance d'espèces adaptées aux différents contextes urbains. La ville dispose d'une flore diversifiée dans ses espaces verts. Les héritages de l'époque coloniale, comme la promenade de l'Étang ou le jardin public, présentent une flore riche et variée. Parmi les exemples notables, on trouve la fleur d'oiseau de paradis, le tamaris, le bougainvillier, l'hibiscus, le jasmin et le grevillea robusta. Enfin, des espèces rudérales, comme le liseron des champs, le pissenlit et l'ortie, complètent le tableau végétal de la ville.
La flore marine du golfe d'Oran abrite une richesse et une diversité remarquables, composée de différents types d'habitats végétaux. Les algues, les plus présentes avec plus de 400 espèces recensées, constituent un élément crucial du réseau trophique marin et contribuent à la production d'oxygène. Les herbiers marins, bien que moins répandus, jouent un rôle essentiel dans l'écosystème du golfe en stabilisant les fonds marins, en offrant un habitat à de nombreuses espèces marines et en nourrissant les herbivores. Les mangroves, présentes en bordure du golfe, protègent les côtes contre l'érosion et abritent une grande diversité d'espèces marines. Cependant, elles sont menacées par la déforestation et le changement climatique. Les Sargasses, algues brunes pélagiques occasionnellement présentes dans le golfe, forment des radeaux parfois nuisibles aux activités humaines, mais constituant également un habitat important pour de nombreuses espèces marines. Enfin, les macroalgues, algues de grande taille présentes en quantité importante dans le golfe, contribuent à la diversité écologique et constituent une source de nourriture pour les herbivores.

## Histoire

### Période préhistorique
L'étude de la Préhistoire de la région d'Oran s'inscrit dans une perspective diachronique, embrassant une vaste période allant des premières manifestations de la vie à l'avènement des premières espèces humaines. Cette investigation s'avère complexe, tant au niveau méthodologique qu'au regard du corpus documentaire disponible. En effet, l'élaboration d'une chronologie précise est rendue ardue par la nature fragmentaire et lacunaire des vestiges archéologiques. De ce fait, il est indispensable de recourir à des approches pluridisciplinaires, combinant l'archéologie, la géologie, la paléontologie et d'autres disciplines connexes. C'est pour cette raison que nous concentrerons notre attention sur les phases récentes, pour lesquelles la documentation est plus riche et précise.
Cependant, il est crucial d'établir une brève synthèse des événements qui ont jalonné le développement de la région, tout en incluant une mention de certains sites archéologiques pertinents, comme ceux de Tighennif et de Mers el-Kébir, qui ont livré des vestiges fossiles et des industries lithiques de type chelléen et acheuléen, grâce aux artefacts, découverts en ces lieux. L'ensemble de ces éléments atteste de l'occupation de la région par des espèces du genre Homo, et même d'une présence humaine archaïque, s'étendant du Paléolithique inférieur au Paléolithique supérieur.
Quant aux époques ultérieures, elles constituent une phase de transition intermédiaire marquée par des transformations majeures sur les plans socio-culturels. Ces transformations sont ponctuées par l'extinction des autres espèces du genre Homo et l'affirmation de l'Homme moderne comme seule lignée subsistante. Ces bouleversements, induits par le             métissages interculturels,, ou encore de ceux des Ibéromaurusiens et des Capsiens,. En outre, l'arrivée de populations néolithiques en provenance du Moyen-Orient aurait également contribué à ces métissages successifs,. Ceci a eu un impact sur le développement des différentes régions en diversifiant leurs cultures et leurs modes de vie, créant ainsi une mosaïque de traditions et de techniques.
L'ensemble des événements précédemment évoqués a donc induit l'émergence des premiers paradigmes de vie sédentaire, inaugurant une ère nouvelle et marquant l'avènement de la période néolithique,, qui se distingue par une mutation majeure des modes de subsistance, engendrant une transformation radicale de l'organisation socio-technologique des sociétés primitives.
En conséquence, les environs immédiats de la région d'Oran ont livré un ensemble de grottes archéologiques d'une importance capitale pour la compréhension des modes de vie de l'époque. Parmi ces grottes, on pourrait mentionner celles qui ont révélé un grand nombre de vestiges constituant un corpus riche en éléments néolithiques, comme celles des Planteurs, du Cuartel, de Kouchet El Djir, du Ciel Ouvert, de Noiseux, du Polygone, des Troglodytes, de l'abri Alain de Chaâbet Choufil et du Pont Albin. Ces grottes ont permis de mettre au jour un corpus riche en éléments néolithiques, comme des outils en pierre taillée (silex, obsidienne), d'éléments de parure (coquillages, osselets), de céramiques décorées et de pointes de flèche.
D'autres vestiges archéologiques complètent cet ensemble et retiennent plus particulièrement notre attention. Parmi eux, figure le site de la pointe du Canastel qui se distingue par la présence d'un village permanent. Doté d'une enceinte et de constructions d'habitats en pierre et en pisé,, il atteste d'une avancée technologique notable pour cette période. Quant au site de l'île des Habibas, il présente également un intérêt archéologique intrigant, en raison de sa situation géographique au large du golfe d'Oran, dont les fouilles ont mis en évidence une occupation saisonnière, caractérisée par des traces d'une végétation dense et d'une faune domestiquée,,. Cela implique l'existence de liens maritimes et des connaissances suffisantes de la part de ses populations pour leurs déplacements périodiques entre les différentes parties du littoral,,.
En conclusion, si l'on considère généralement que la fin du Néolithique au Maghreb se situe entre 4 000 et 2 000 av. J.-C, chaque site archéologique représente un élément constitutif fondamental du corpus de connaissances à l'échelle régionale. Il est néanmoins crucial de souligner que les phases post-néolithiques ne se sont pas déroulées de manière homogène à l'échelle mondiale,. En effet, certaines régions ont connu un développement technologique plus avancé, tandis que d'autres ont accusé des retards importants dans l'implémentation de ces innovations.
Il nous semble, en conséquence, impératif de souligner le contexte de la fin de la Préhistoire à l'échelle mondiale, dont certaines régions présentaient une configuration technologique, nettement distincte. En effet, dans certains endroits, l'âge du bronze,,était en plein essor, caractérisé par une production et une utilisation généralisées du bronze, du cuivre et des métaux précieux pour la fabrication d'outils, d'armes et d'objets ornementaux. De plus, les progrès en matière de construction ont également connu des développements notables, permettant l'édification de structures vastes et complexes, comme des temples, et des palais,. De même, le perfectionnement de la navigation grâce à l'avènement des bateaux à voile a stimulé le commerce.
Enfin, il convient de mentionner l'invention de l'écriture en Mésopotamie et des hiéroglyphes en Égypte, qui a permis une meilleure transmission des connaissances et des savoirs, favorisant ainsi le développement et l'avènement de la culture et de la civilisation humaine en général.

### Antiquité
L'installation dans la région des Phéniciens dont on peut étudier l'immense nécropole des Andalouses date de la période punique entre les VIe et Ier siècles av. J.-C..
Alors que les Phéniciens avaient choisi la crique de Madagh à l'ouest d'Oran pour y installer leur comptoir, les Romains préférèrent développer le site de Portus Magnus à 40 kilomètres à l'est, sur la ville actuelle de Bethioua. Le port d'Oran ainsi que Mers el-Kébir étaient connus sous le nom de Portus Divini (Port divin).
La région d'Oran, alors nommée Unica Colonia, est réputée pour sa douceur de vivre et sa prospérité. De nombreuses statues antiques retrouvées dans l'Oranais peuvent être vues au musée Ahmed Zabana. Au IIe siècle, la région voit une immigration juive depuis la Cyrénaïque et l'Égypte à l'instar du reste du Maghreb,.
La présence romaine induit vraisemblablement l'arrivée de chrétiens comme l'attestent de nombreux restes du IVe siècle dont certains sont visibles au musée d'Oran. C'est elle également qui induit l'arrivée tardive des premiers Juifs, qui n'est bien attestée qu'au Bas-Empire, d'abord dans les villes du littoral.

#### Disparition de la Unica Colonia
À la chute de l'Empire romain, la ville s'éteint sous les coups de l'occupation vandale en 445, de la reprise de la ville par les Byzantins en 533, de la peste Justinenne à partir de 541, puis de la conquête arabe en 645.

### Moyen Âge

#### Fondation d'Oran
Au début du Xe siècle, après plusieurs siècles d'abandon, il ne restait rien du Portus Divini. La situation dans la région est confuse et laisse les criques de cette côte sans aucune juridiction stable, ni aucun contrôle officiel. Le royaume rostemide dominant la région et qui en avait contrôlé la rade, est en proie aux combats contre les Fatimides et aux difficultés internes. Il n'est pas en mesure de défendre ses intérêts. Pour les pouvoirs en place, la zone presque déserte d'Oran est d'un intérêt secondaire et reste sans contrôle.
D'autre part, les côtes du Maghreb étaient utilisées périodiquement par les marins de Pechina, alors sous domination d'Al-Andalus, pour commercer avec le royaume Rostemides, sa proche capitale Tahert et la ville de Tlemcen. Peu à peu ces implantations devinrent permanentes. Parallèlement, les émirs omeyyades de Cordoue souhaitaient s'installer sur les côtes africaines. Aux premiers signes de dislocation de l'empire abbasside, les Arabes d'Andalousie, au faîte de leur puissance, choisirent de développer des comptoirs commerciaux sur la côte nord-africaine.
Ainsi Oran fut fondée en 902 par les marins andalous Mohamed Ben Abou Aoun et Mohamed Ben Abdoun et un groupe de marins, appuyés par les émirs omeyyades de Cordoue, et après avoir obtenu le consentement des Nefzas et des Mosguen faisaient partie de la grande tribu berbère des Azdadja qui occupait le Sahel d'Oran selon El-Bekri. Ils fondèrent la ville pour commercer avec Tlemcen en développant l'occupation de la baie abritée de Mers el-Kébir.

#### Dynasties arabo-berbères
La première mention de la ville dans les textes arabes remonte au Xe siècle, où des auteurs tels qu'Al-Maqdisi et Ibn Hawqal décrivent Oran comme une ville maritime avec une enceinte et un port, qui désigne Mers el-Kébir. Dès le Xe siècle, Oran est clairement identifiée comme une ville. Jusqu'au XVe siècle, elle conserve une certaine importance, comme en témoignent les écrits arabes qui mentionnent son enceinte fortifiée. Au cours des XIe et XIIe siècles, des auteurs tels qu'Al-Bakri évoquent la présence d'une mosquée à Oran, tandis qu'Al Idrissi mentionne ses nombreux marchés. Cette reconnaissance et cet intérêt accordés à Oran s'expliquent principalement par l'attention portée par différentes dynasties du Maghreb central à cette ville.
Peu après sa fondation, Oran devient un objet de conflit entre Fatimides et Omeyyades de Cordoue, les premiers par l’intermédiaire du royaume ziride, les seconds, par le biais des confédérations des Banou Ifren et des Maghraouas. La ville est prise et reprise au cours du conflit, et même détruite et reconstruite en 954.
Dès l'an 1000, la communauté juive est présente et structurée à Oran. À cette époque, la valeur stratégique d'Oran dépasse celle d'Alger et de Tlemcen. En 1081, la ville qui appartenait alors aux Banou Khazar, tombe sous le contrôle du fondateur de la dynastie des Almoravides, Youssef ben Tachfine. En 1145, Oran est prise par les troupes Almohades de Abdl al Mumin Ibn Ali déjà victorieuses à Tlemcen, lorsque l'émir almoravide Tachfin ben Ali et sa favorite Aziza sont tués lors de leur retraite en tombant avec leur cheval du haut d'une falaise de la montagne Murdjajo, alors qu'ils comptaient rejoindre le port de Mers el-Kébir où ils devaient embarquer pour l'Andalousie.
Sous le règne almohade, la ville connait une longue période de stabilité et de prospérité de plus d'un siècle au cours de laquelle sont développés le port et des chantiers navals. Malgré des persécutions sous les Almohades, la communauté juive se développe, et entre le XIIe et le XIVe siècle, les juifs de la Méditerranée occidentale commercent avec les juifs d'Oran.
L'empire almohade qui domine le Maghreb plusieurs décennies s'émiette peu à peu pour finalement donner naissance à trois dynasties locales : Hafsides en 1230, Zianides en 1235 et Mérinides en 1258. Oran devient Zianide dès 1228, quand elle tombe entre les mains de Yaghmurasen. Plus tard la ville est prise par les Mérinides, et Abou El Hassan vient y résider en 1347. Les Zianides en font alors, avec Honaïne, le principal débouché maritime du Maghreb central unifié par eux.
« En moins d'un demi-siècle, dit M. L. Fey, Oran passa neuf fois sous différents pouvoirs… Ben-Abbad réussit à se maintenir à la tête du gouvernement oranais, à la condition qu'il se reconnaîtrait vassal du royaume hafside (1437). Oran accueille dans ses murs à cette époque, le célèbre Mohammed IX al-Aysar, surnommé le gaucher et quinzième roi de Grenade, obligé de fuir devant ses sujets insurgés. À la mort de Ben-Abbad, Oran obéit aux Zianides de Tlemcen. Sous cette nouvelle domination, Oran jouit d'une grande prospérité ; elle devient le centre d'un commerce très actif et très étendu. Marmo et Alvarès Gomès en rendent témoignage. « L'ivoire, les dépouilles d'autruche, les peaux de bœuf tannées, la poudre d'or, les céréales étaient d'inépuisables sources de richesses pour les habitants, qui excellaient aussi dans la fabrication des étoffes de laine et dans celle des armes blanches. Les Vénitiens, les Pisans, les Génois, les Marseillais et les Catalans achetaient à l'envi ces produits, écoulant par contre des étoffes, des verroteries, de la quincaillerie grossière et du fer. » Oran compte alors 6 000 maisons, des mosquées splendides, de vastes entrepôts commerciaux et de nombreux superbes édifices. Plusieurs édifices remarquables datent de cette époque, comme les fortifications de Mers El Kébir et probablement des donjons du Rozalcazar. »
Au XIVe siècle, Oran devient un centre intellectuel. Plusieurs écrivains y séjournent et en vantent les attraits :
- Ibn Khaldoun : « Oran est supérieure à toutes les autres villes par son commerce. C'est le paradis des malheureux. Celui qui arrive pauvre dans ses murs en repart riche »[223].
- Al Idrissi : « Wahran est près du bord de la mer, elle fait face à Almería sur la côte d'Andalousie dont elle est séparée par deux journées de navigation. Mers El Kébir est un port sans pareil sur tous les rivages de la Berbérie. Les navires d'Andalousie y viennent souvent. On trouve à Wahran, des fruits à profusion. Ses habitants sont des hommes d'action, puissants et fiers »[224].
- Ibn Khamis : « Les deux villes frontières qui m'ont plu dans le Maghreb sont Oran de Khazer et Alger de Bologhine »[224],[225].
- Léon l'Africain : « Oran est une grande cité bien fournie d'édifices et de toutes sortes de choses qui sont séantes à une bonne cité, comme collèges, hôpitaux, bains publics et hôtellerie, la ville étant ceinte par ailleurs de belles et hautes murailles »[224].

Lors de la première expulsion en 1391 de juifs d'Espagne, les Séfarades prennent le chemin du Maghreb. En 1492, à la suite du décret de l'Alhambra, Séfarades et Marranes embarquent dans 25 navires au port de Santa Maria à Cadix à destination d'Oran.
À cette époque, Oran est une République maritime, une cité-État se comportant en principauté détachée du royaume zianide. La ville est en guerre contre les souverains de Tlemcen et les habitants refusent d'avoir un gouverneur au sein de la cité. Ils choisissent chaque année un Juge Souverain ainsi que des assesseurs pour le gouvernement de la ville. Les pouvoirs de la cour de Tlemcen sont limités à la perception de l'impôt.
Deux phases d'occupation portugaise de la ville au XVe siècle sont signalées par quelques auteurs: de 1415 à 1437 et de 1471 à 1477.
À partir de 1493, Oran accueille un nombre important de réfugiés grenadins chassés par la Reconquista. Léon l'Africain évalue sa population à 6000 feux, soit 30 000 habitants environ : hadhars, juifs, autochtones ou immigrés andalous arrivés par vagues successives depuis l’inquisition de 1391. La ville avait débordé son site originel par les faubourgs du plateau de Karguenta. La croissance continue de la ville d'Oran est indéniable, comme en témoignent les références historiques aux différentes époques qui font mention de l'existence de mosquées et de marchés. Ces structures constituent des indicateurs fiables du développement du tissu urbain de la ville.
L'envie de vengeance, de reconquête, et le grand nombre de réfugiés vont faire de la côte algérienne le point de départ d'un grand nombre d'attaques contre l'Espagne chrétienne. Au début du XVIe siècle, les rois catholiques au sommet de leur puissance, vont ordonner en retour l'annexion de nombreux ports d'Algérie. L'appui militaire ottoman chasse les Espagnols de tous les ports conquis, à l'exception de ceux d'Oran (1509-1708) et de Mers el-Kébir (1505-1792).

### Temps modernes

#### Période espagnole

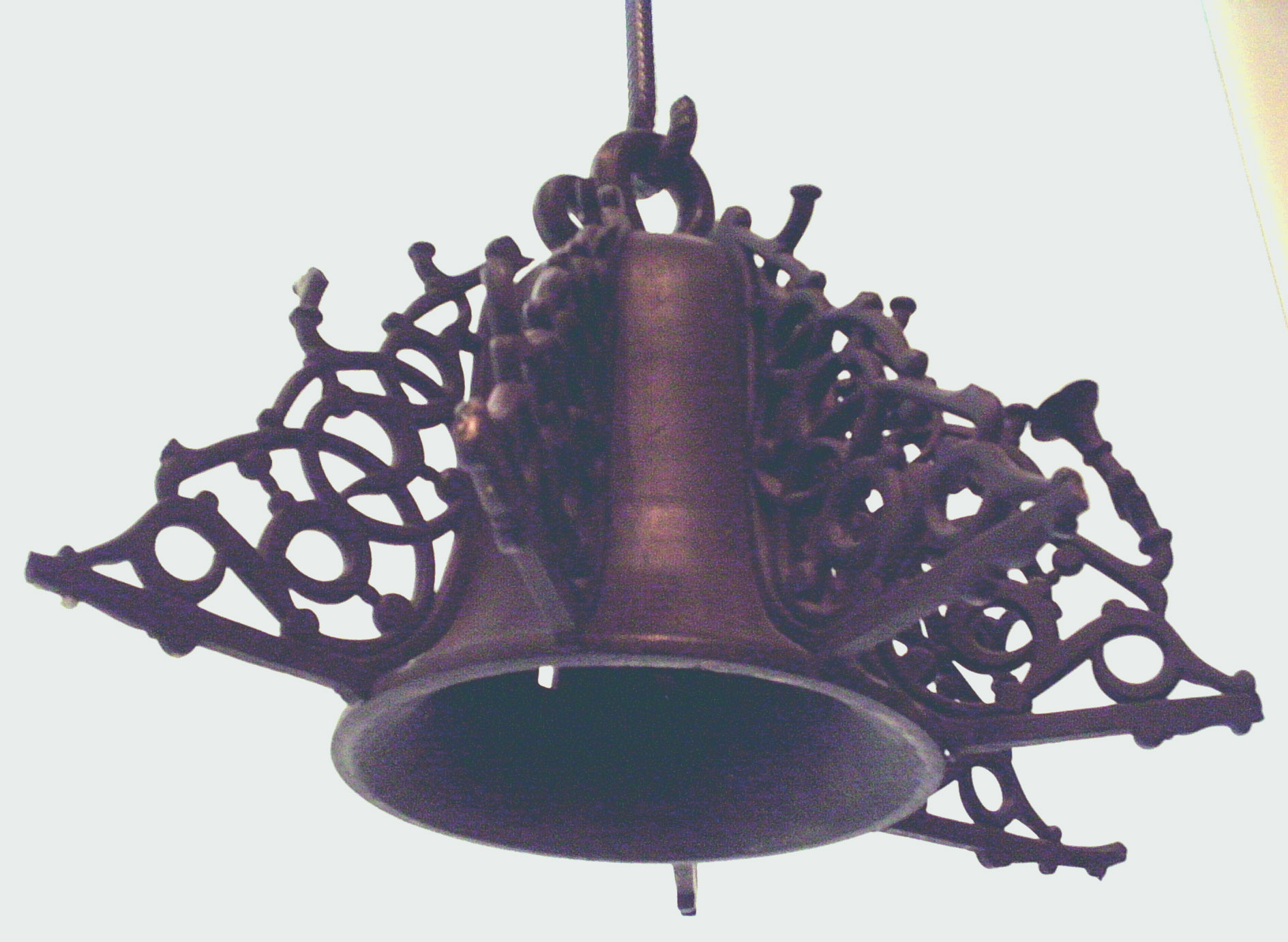
Lampe nasride pillée d'une mosquée d'Oran par les Espagnols.

Au mois de juillet 1501, les Espagnols lancent une expédition pour tenter d'accoster sur la plage des Andalouses. L'opération tourna au désastre. Il faut attendre le débarquement de Mers-el-Kébir, en 1505, pour voir l'Espagne s'engager dans la première expédition organisée contre Oran.
Oran compte alors 6 000 feux, soit environ 25 000 habitants. Au lendemain de sa chute, le 17 mai 1509, Oran est désertée de ses habitants et totalement occupée par les troupes espagnoles. « C'est la plus belle ville au monde », s'écrie le cardinal Jiménez de Cisneros après avoir vu la ville qu'il vient d'annexer pour le compte des rois catholiques. Cette même année, il fait construire sur les ruines de la mosquée Ibn El Beitar, l'église Saint-Louis qui domine la vieille ville.

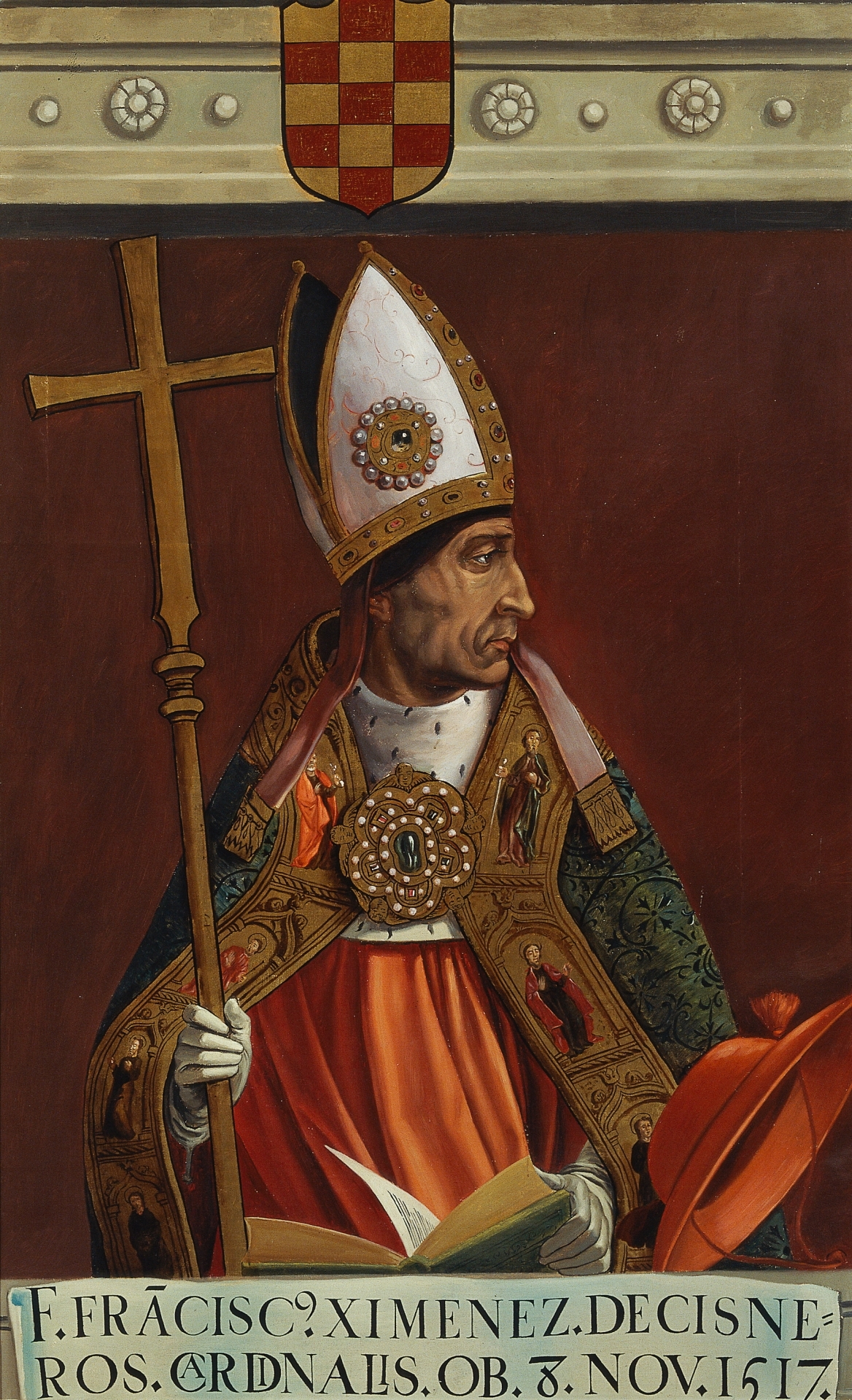
Francisco Jiménez de Cisneros.

En 1554, le gouverneur comte d'Alcaudete fait alliance avec le sultan saadien Mohammed ech-Cheikh contre les Ottomans alors installés à Alger, et parvient à maintenir la présence espagnole.
Les Espagnols procèdent à des travaux de restauration de la forteresse destinée à loger les gouverneurs de la ville. « Les fortifications de la place se composaient d'une enceinte continue, surmontée de fortes tours espacées entre elles, du château proprement dit, ou casbah ». Le gouverneur espagnol « établira son quartier général dans ce donjon ». Au XVIe siècle, les Espagnols font d’Oran une place forte et construisent une prison sur un éperon rocheux près de la rade de Mers El Kebir, avant que le marquis de Santa Cruz n'entreprenne en 1563 la construction d'un fort à son nom au sommet de l'Aïdour, baptisé Murdjadjo par les nouveaux maîtres de la ville.
Contrairement à la péninsule ibérique, les trois religions monothéistes cohabitaient dans la ville, les musulmans vivaient en dehors des deux places, tandis que les juifs habitaient à l'intérieur d'Oran, jusqu'à leur expulsion en 1669. Certains s'établissent dans la montagne de La Corniche Supérieure. À partir de 1609, à la suite d'un décret d'expulsion d'Espagne, plusieurs vagues de Morisques débarquent à Oran et beaucoup s'établissent dans les environs. Les Espagnols sont des soldats ou des « bagnards », qui purgeaient leurs peines à Oran. Parmi ces bagnards beaucoup désertaient, et pour échapper à l'esclavage et être libres, une part importante se convertissait à l'islam, ceux qu'on appelle les « renégats ». Oran n'avait pas de véritable commerce, son activité économique se limitait à la vente des esclaves ou à des razzias.

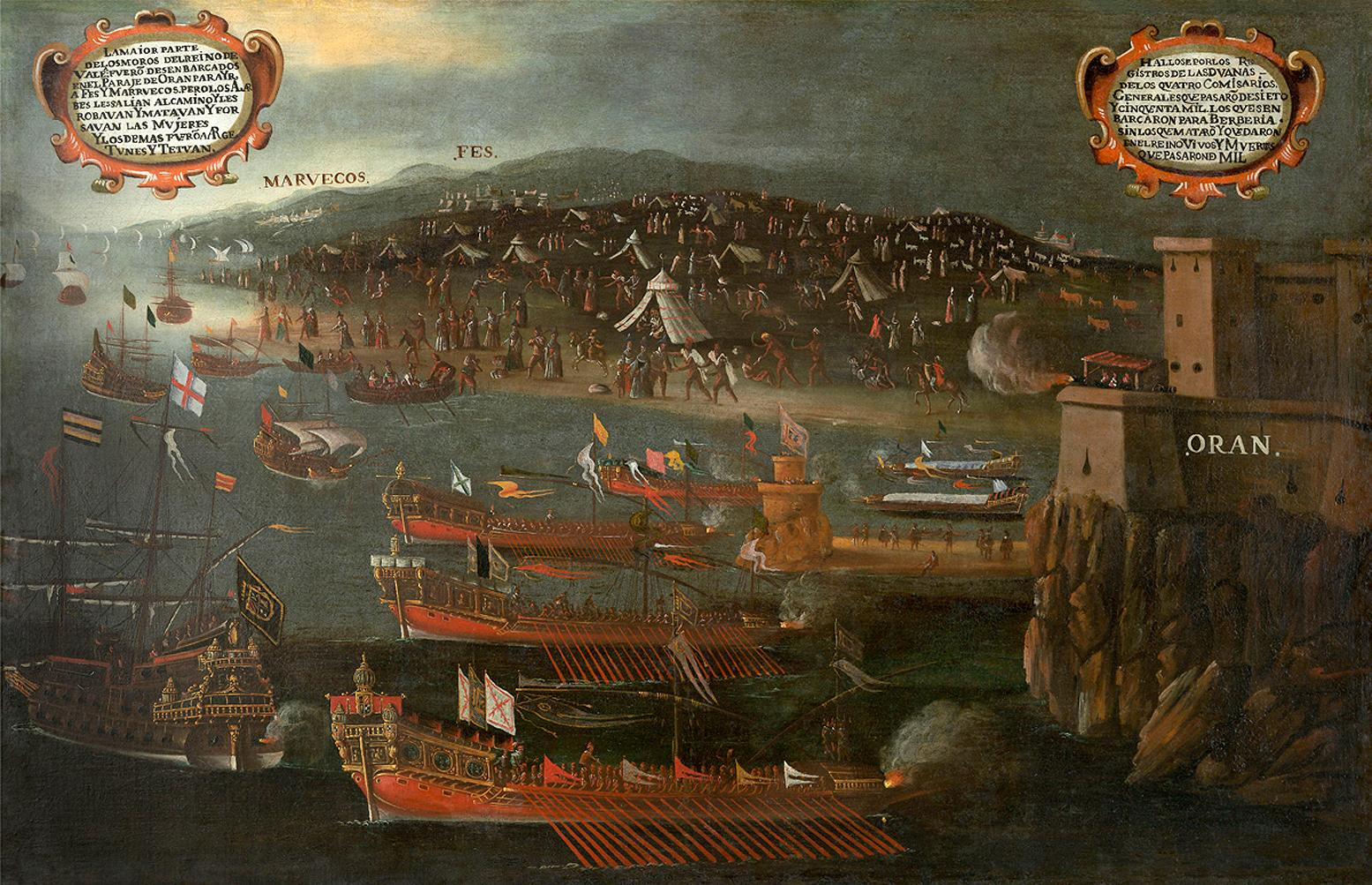
Débarquement des Morisques au port d'Oran (1613, Vicente Mestre).

La restitution de Mers el-Kébir d'Oran a été le fruit d'une longue période de lutte acharnée et persévérante des Algériens face aux Espagnols. En 1563, le Beylerbey d'Alger Hassan Pacha, lance une offensive pour libérer Oran et Mers el-Kébir, avec ses troupes composées, de différentes tribus. Mais après plusieurs et vaines tentatives et d'affrontements militaires, il lève le siège. En 1678, le gouverneur par intérim d'Oran est tué au cours d'un nouveau siège. En 1687, un autre gouverneur espagnol était tué dans les mêmes conditions. Bien que ces tentatives militaires aient échoué, un climat d'insécurité permanent s'installe tout autour de ces deux places.
Malgré ses fortifications, la ville est l'objet d'incessantes attaques jusqu'au pied même des remparts. En 1708, le Bey ottoman Mustapha Ben Youssef annexe la ville qui devient pratiquement déserte. La ville se repeuple rapidement de gens venus de toute la région d'Ouest. Le commerce se développe, avec l'installation des négociants juifs et français. Les Espagnols la récupèrent en 1732. D'un point de vue urbanistique, Oran ne connait pas un grand changement, toutefois ses cinq principaux forts qui l'entouraient sont restaurés et renforcés. En 1770, Oran compte 532 maisons particulières et 42 édifices, une population de 2 317 personnes plus 2 821 déportés libres qui vivent du négoce. Entre 1780 et 1783, Charles III d'Espagne propose à la Grande-Bretagne d'échanger Oran contre Gibraltar.
La ville est devenue trop périlleuse et trop onéreuse à reconstruire et à défendre pour le roi d'Espagne Charles IV ; il entame des discussions de plus d'un an avec le Dey d'Alger pour la lui céder. Après un long siège et le tremblement de terre du 8 octobre 1790 qui désorganise les défenses espagnoles, un traité est signé le 12 septembre 1791 à Alger par le dey Hassan Pacha et les Espagnols évacuent la ville l'année suivante. Le Bey de Mascara Mohamed Ben Othman, dit Mohamed el Kebir, prend possession d'Oran.

#### Période ottomane

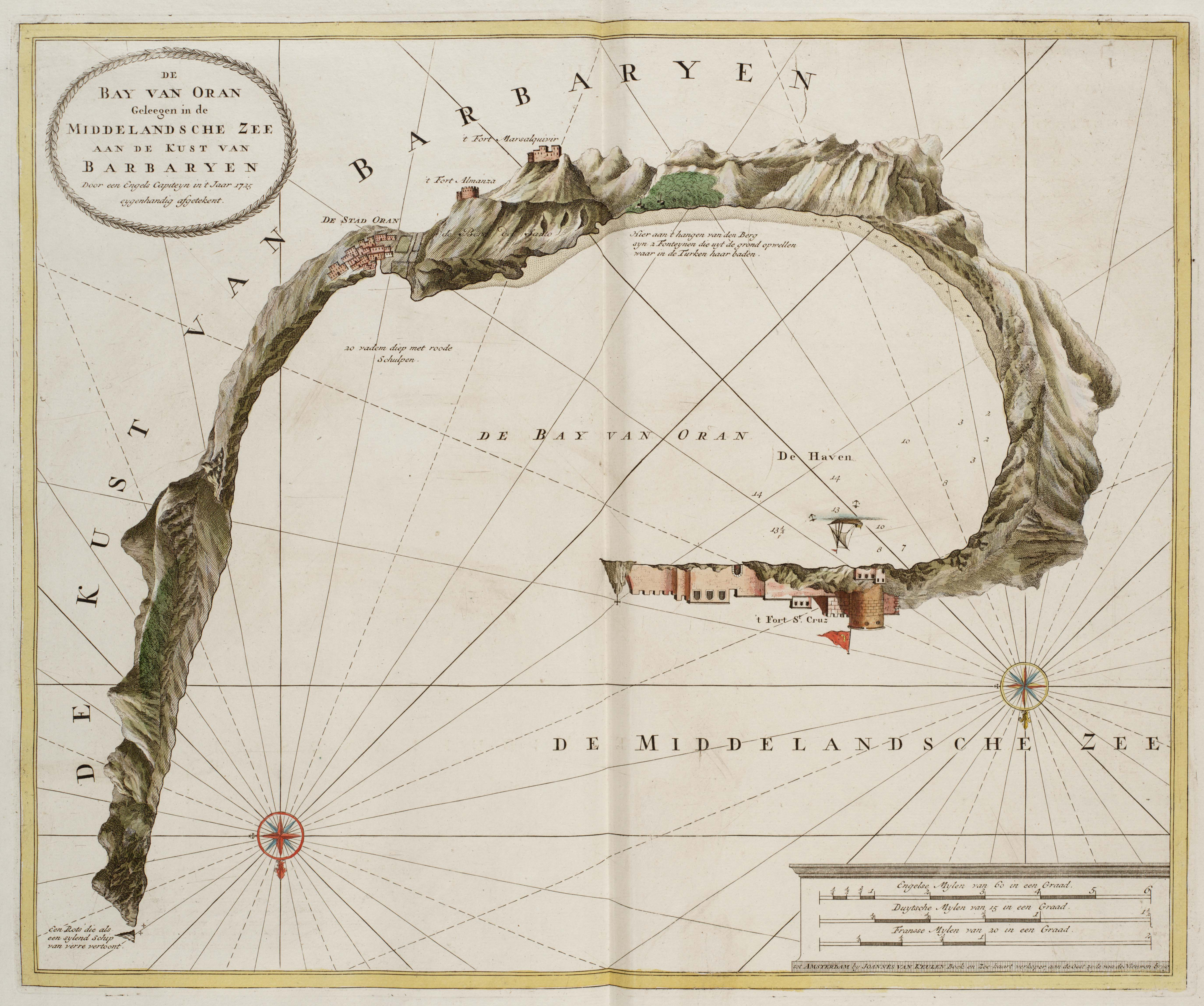
Carte de la baie d'Oran en 1725 d'après le cartographe hollandais Johannes van Keulen.

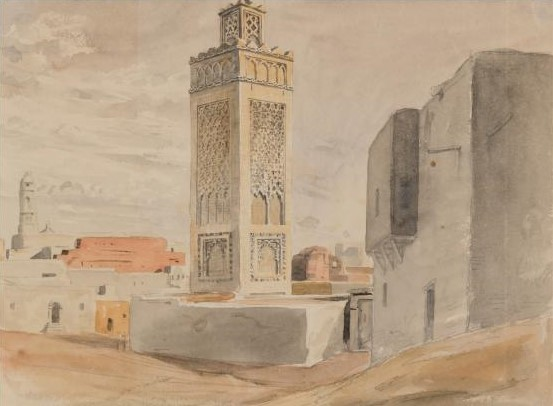
Un quartier d'Oran en 1837.

Après une première annexion de la ville entre 1708 et 1730, le Dey d'Alger négocie entre 1790 et 1792 la cession de la ville et en fait la capitale du beylik de l'Ouest jusqu'en 1830 au détriment de Mascara.
Le 8 octobre 1792, il accorde diverses faveurs aux Juifs pour qu’ils se réinstallent à Oran. En 1793 s'achève la construction de la Mosquée du bey Mohamed el Kébir, qui servit de médersa et de cimetière familial au bey. En 1793 toujours, le bey fait reconstruire le mausolée (koubba) du saint patron de la ville Sidi El Houari. En 1794, des pèlerins venus de la Mecque apportent une nouvelle épidémie de peste et l'ancienne ville (aujourd'hui Quartier Sidi-El-Houari) redevient pratiquement déserte, la population préfère s'installer sur le plateau Karguentha encouragée par la construction de la mosquée du bey (actuellement boulevard Tripoli). Un autre faubourg voit le jour sur l'emplacement de l'actuel boulevard de l'industrie, toujours à partir de 1794. Ce deuxième faubourg s'étendait jusqu'à l'ancien cimetière de Sidi-bachir.
Une politique de repeuplement est officiellement entamée à partir de 1792. En plus de Mascara d'où partit la première vague d'émigration, le champ de recrutement de la population s'étendit aux villes du beylik de l'Ouest (notamment Tlemcen, Nédroma, Mostaganem, Mazouna, Kalaa et Miliana) mais aussi à Alger et Constantine.
En 1796, la mosquée du Pacha, nommée en l'honneur d'Hassan Pacha, dey d'Alger, est construite par les ottomans avec l'argent provenant du rachat des prisonniers espagnols, après le départ définitif de ces derniers. La ville reprend une activité portuaire d’échanges extérieurs qu’elle partageait avec Arzew et Rachgoun.

### Époque contemporaine

#### Période coloniale française

##### Occupation de la ville

Armoiries de la ville d'Oran pendant l'administration française.

Le 4 janvier 1831, le général comte Charles Marie Denys de Damrémont, chef de l'expédition, entre dans Oran qui porte encore les stigmates du tremblement de terre de 1790 qui l'a en grande partie détruite. Le 17 août, le général Faudoas y installe une garnison, dont le 4e bataillon de Légion étrangère et fait de la ville la tête de ligne de la pénétration du Sud Oranais. Un premier recensement de 1831 indique que la ville compte 3 800 habitants dont 3 531 juifs formant une écrasante majorité. Les premières mesures de l'administration militaire sont de raser les habitations qui masquent la vue à l'Est entre Château Neuf et le Fort Saint-Philippe, puis au coteau du Ras El Ain pour réduire les risques d'embuscades.
En effet, la conquête coloniale française a eu pour résultat immédiat l'abandon de la ville par une très grande partie de sa population, excepté les familles kouloughlis, les Noirs sans attaches tribales ainsi que les Juifs. Pour empêcher le retour des habitants, le général Boyer prétextant le motif que les faubourgs précoloniaux gênaient le dispositif de défense de la place, les a incendiés et rasés en 1832. Ces destructions ont eu des conséquences graves sur le dépeuplement de la ville. Les hadhars oranais s’étaient réfugiés dans les villes intérieures ou les créations urbaines de l’émir Abd el-Kader.
À partir du 17 avril 1832, des combats sporadiques éclatent entre les troupes de la garnison, sous les ordres du général Boyer et des rebelles commandés par Mahi el Din et son fils Abd el-Kader. Le 11 novembre une attaque de grande envergure est repoussée par la garnison commandée par le chef de bataillon Cros Avenas. Des tribus de la région de Mascara proclament Abd El Kader, fils de Mahi el Din, leur émir, à 24 ans; il dirige le soulèvement contre la conquête coloniale française.
Dès 1834, celui-ci commence son œuvre avec le traité Desmichels, puis étend son emprise lorsqu'en mai 1837 le Traité de Tafna lui reconnaît le titre d’Émir et consacre son autorité sur la majeure partie des provinces algéroises et oranaises, aux exceptions des villes d'Oran, Mostaganem et Arzew. Abd El Kader groupe ses territoires, assied sa puissance politique et unifie administrativement les populations dans un sens égalitaire et populaire contre les Français.
En 1844, après la guerre, la ville commence à connaître le retour par vagues successives de ses anciens habitants, suivis par des éléments d'autres tribus paupérisées par la guerre, qui avaient échoué aux portes de la ville. Le 31 janvier 1848, la ville est érigée en commune de plein exercice.

##### Développement et peuplement

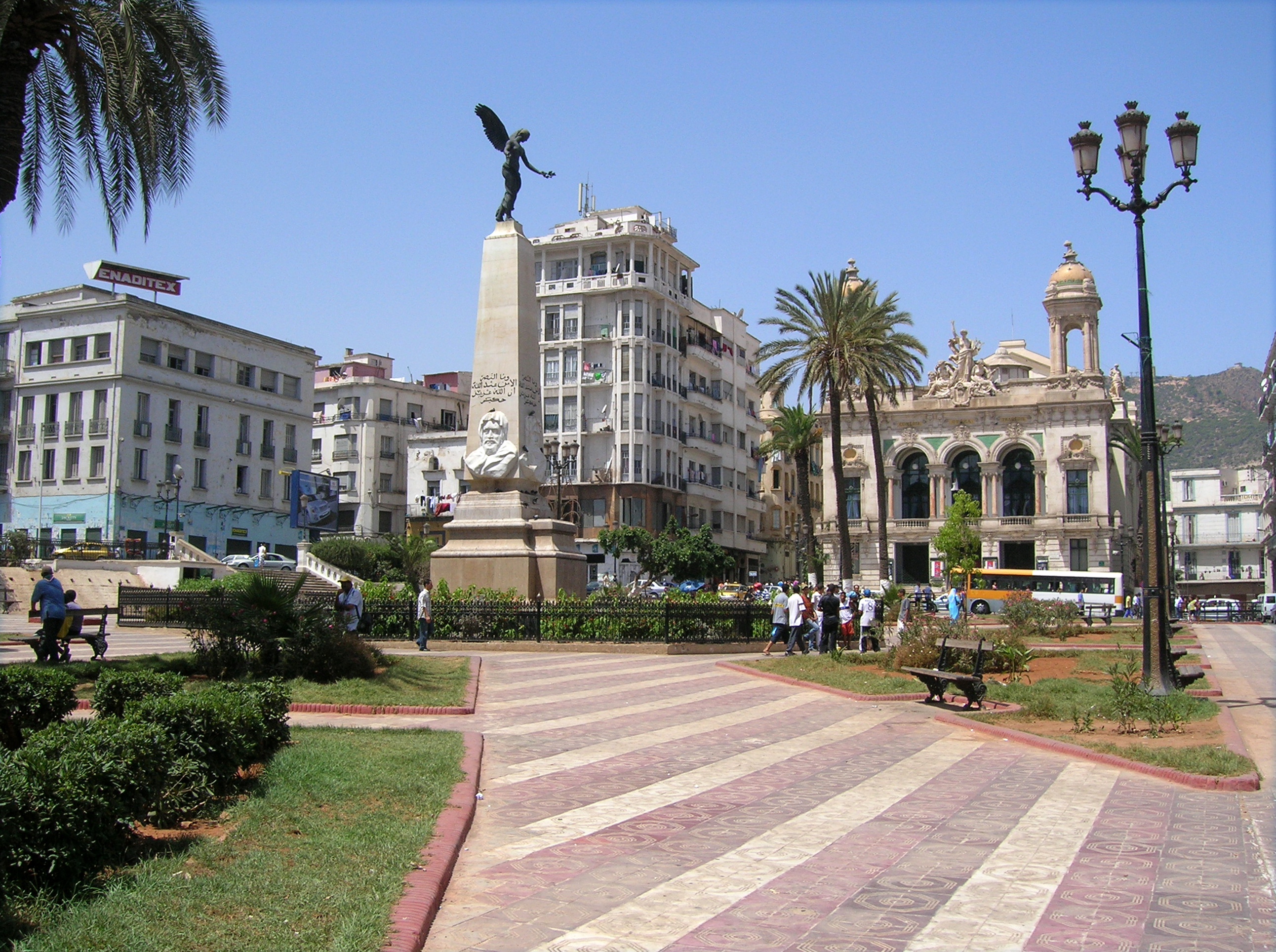
Place du 1er novembre (ex. Place d'armes) avec l'obélisque et la Gloire Ailée (Jules Dalou, Thiébaut fondeur) datant de 1898 et commémorant Sidi-Brahim (1845).

Entre 1841 et 1847, le général Lamoricière réorganise la ville par la création de quartiers (Médina Jdida, ville nouvelle), le déplacement de populations autochtones, puis l'adaptation de la ville à la politique de colonisation de peuplement. C'est ainsi qu'Oran voit une vague d'immigration européenne : 47 300 Français venus d'Alsace, des Vosges, du Dauphiné et du sud de la France, 31 000 Espagnols, 8 800 Maltais, 8 200 Italiens et 8 600 Suisses et Allemands. La ville est décimée par une grave épidémie de choléra (du 11 octobre au 17 novembre 1849, 1 817 décès sont déclarés à l’état civil) avant de recevoir dix ans après une vague de migrants juifs de Tétouan.
Devant la rapide croissance d'Oran le développement d'un port adapté à l'envergure de la ville est décidé. Les premiers travaux commencent en 1848. Ils ne finiront que lors de la décolonisation, en 1962, et donnent son aspect actuel au port.
L'empereur Napoléon III séjourne en 1865 à l'Hôtel de la Paix et offre la nationalité française aux Juifs et Musulmans, ainsi qu'aux étrangers justifiant de trois années de résidence en Algérie. Ce décret provoque des résistances parmi les colons et il faudra attendre le décret Crémieux du 24 octobre 1870 pour permettre à 37 000 Juifs d'Algérie de passer du statut de sujet français à celui de citoyen. Comme en métropole, Oran suit à cette période le développement de l'antisémitisme politique.
L'hôtel de ville d'Oran et les deux lions de bronze datent de la Troisième République. La construction débutée en 1882 fut achevée en 1888 avec la pose des deux statues animalières du sculpteur Auguste Cain (1889). Dix ans plus tard, un monument commémorant la bataille de Sidi-Brahim (1845) fut érigé en face de l'Hôtel de ville. Situé sur la Place d'armes (rebaptisée Place du 1er novembre à l'indépendance en 1962), le monument comporte un obélisque de 8 m de haut surmontée d'une Gloire Ailée, allégorie du sculpteur français Jules Dalou (1898).

##### Tournant du siècle

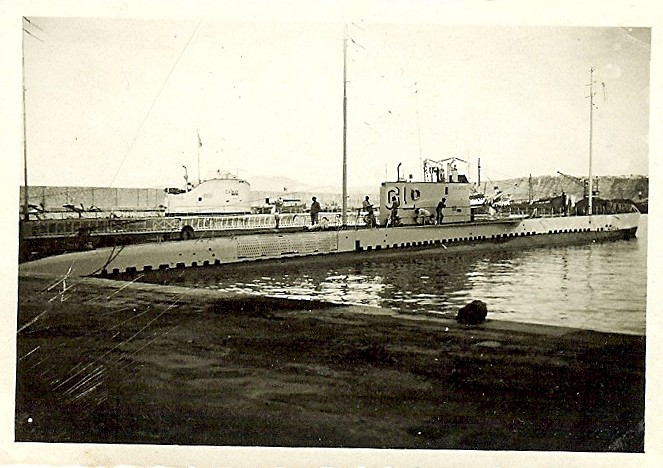
Sous-marins français amarré au quai Lamoune dans le port d'Oran durant la seconde moitié de 1933.

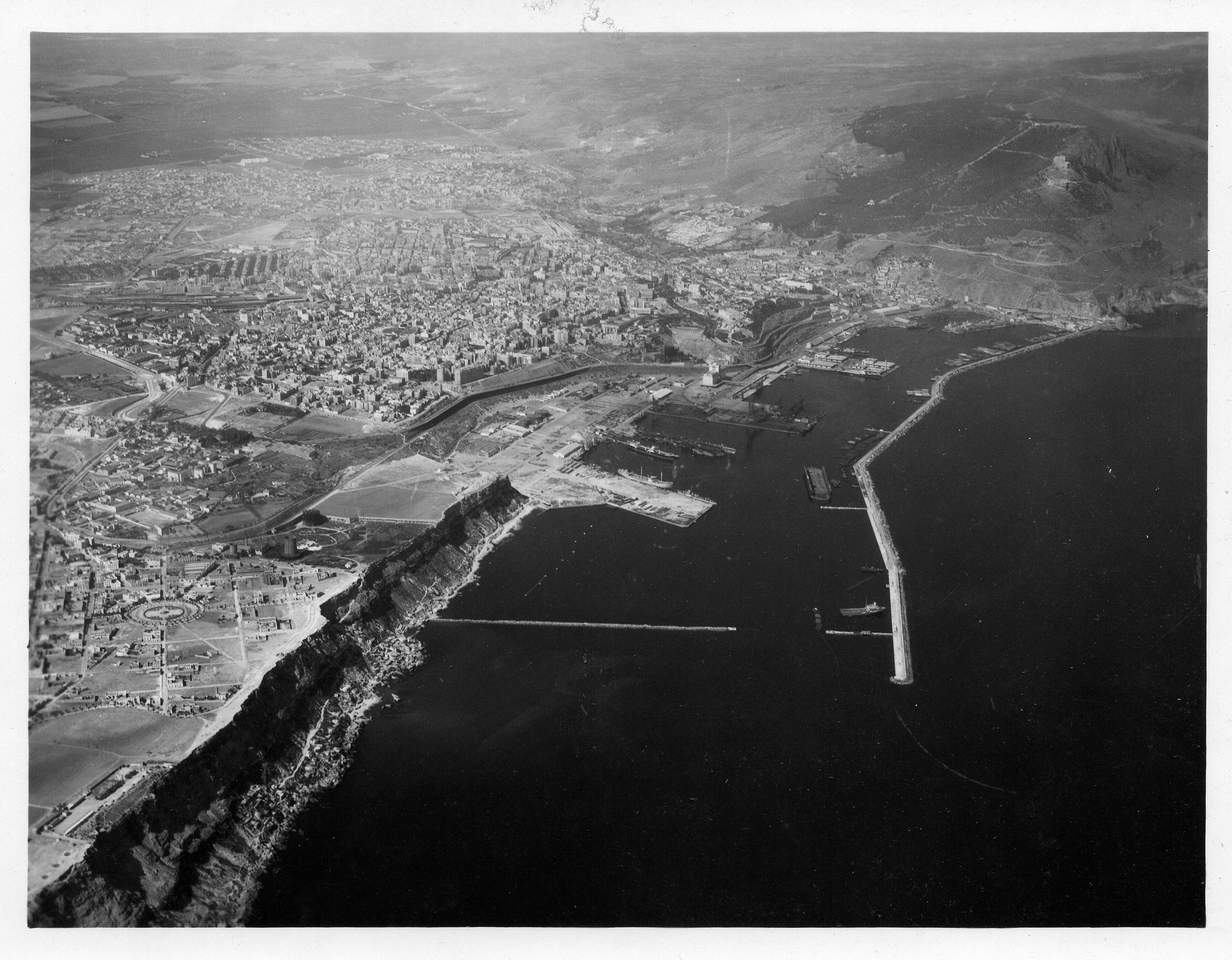
Oran en 1942, photographie du port.

Oran en 1932. Photographies de Walter Mittelholzer, ETH-Bibliothek.

Oran en 1932. Photographies de Walter Mittelholzer, ETH-Bibliothek.

À partir de 1890, la ville connaît une croissance continue. La ville dépasse les 100 000 habitants au tournant du siècle. À l'étroit à l'intérieur de ses remparts, elle sort de ses limites, se développe sur le plateau vers Karguentah. De nombreux faubourgs se créent : Saint-Antoine, Eckmühl, Boulanger, Delmonte, Saint-Michel, Miramar, Saint-Pierre, Saint-Eugène, Gambetta. Elle devient le lieu d'une activité intense. Dans les jardins de l’orphelinat de Misserghin, le frère Clément crée la clémentine en 1892. En 1912 s'ouvre la première école coranique libre et moderne de Cheikh Tayeb El Mehadji (Zaouïa Derkaouia Mehadjia) à Oran Médina Jdida (Tahtaha). En 1930, le port d'Oran dépasse en tonnage celui d'Alger. Entre 1930 et 1932, plusieurs records aériens mondiaux de durée et de distance en circuit fermé sont établis sur l'aérodrome d'Es Senia.
Oran est la cinquième ville de France. L'immigration espagnole y a été très importante au XIXe siècle en provenance de la région d'Alicante, de Valence et de Murcie et a laissé des traces dans la ville avec les arènes d'Eckmuhl. En 2014, les vieux Oranais, au lieu de dire dinar, disent duro, pour parler de leur monnaie. Des républicains espagnols émigrent également à Oran pendant la guerre civile espagnole (1936-1939). Parmi les Européens d'Algérie célèbres originaires d'Oran, il faut citer Emmanuel Robles, qui est l'auteur de Saison violente. Comme le premier homme de son ami Albert Camus, il s'agit d'une quête du père, référent majeur dans la culture hispanique alors que la mère est la gardienne des traditions.

##### L'entre-deux-guerres
Le port d'Oran développe son hégémonie économique et commerciale au cours de l'entre-deux-guerres jusqu'à atteindre un fort niveau de prospérité par le biais de ses exportations et de ses importations automobiles et viticoles. L'influence non négligeable de la fertilité des terres accompagnée du nombre d'Européens présents sur place permet au port d'Oran de se distinguer, avec notamment une productivité de 327 000 hl de vins rien que pour l'année 1935.
Mais l’entre-deux-guerres marque surtout l’avènement ou plutôt l’effervescence identitaire des partis politiques oranais. Les diverses idéologies raciales se déploient et s’entrechoquent au cours de la période, fragmentant la société et le cœur urbain. On peut retrouver dans les années 1930, une radicalisation dans les discours et les campagnes politiques de presse où se forment des idéaux extrémistes. Bien que la ville soit multiculturelle par ses multiples populations européennes, il n’empêche que les rapports intercommunautaires sont fluctuants. Les tensions provoquées par la guerre d’Espagne sous l’égide de Franco entament des relations déjà mouvementées à Oran entre les Espagnols et les autres Européens. L’afflux migratoire espagnol sert, comme toutes les autres formes de migrations, d’argument pour diffuser des stéréotypes.

##### Guerre d'Espagne
La ville d'Oran a accueilli en 1939 les exilés républicains espagnols du Stanbrook, conduits depuis Alicante par le capitaine britannique Archibald Dickson.

#### Seconde Guerre mondiale

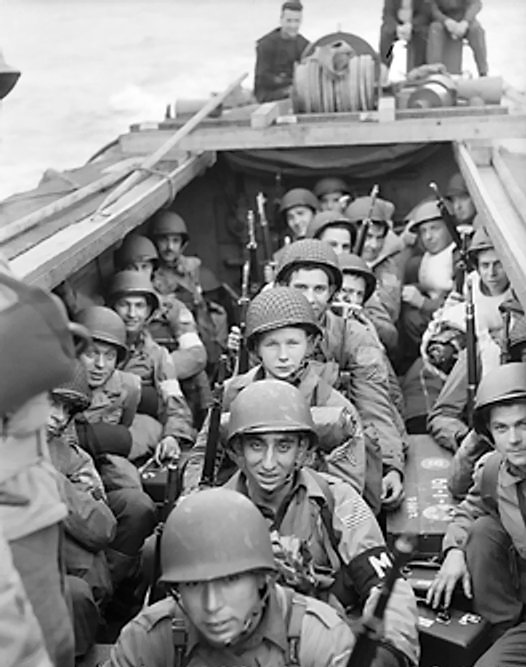
Débarquement des troupes américaines à Oran.

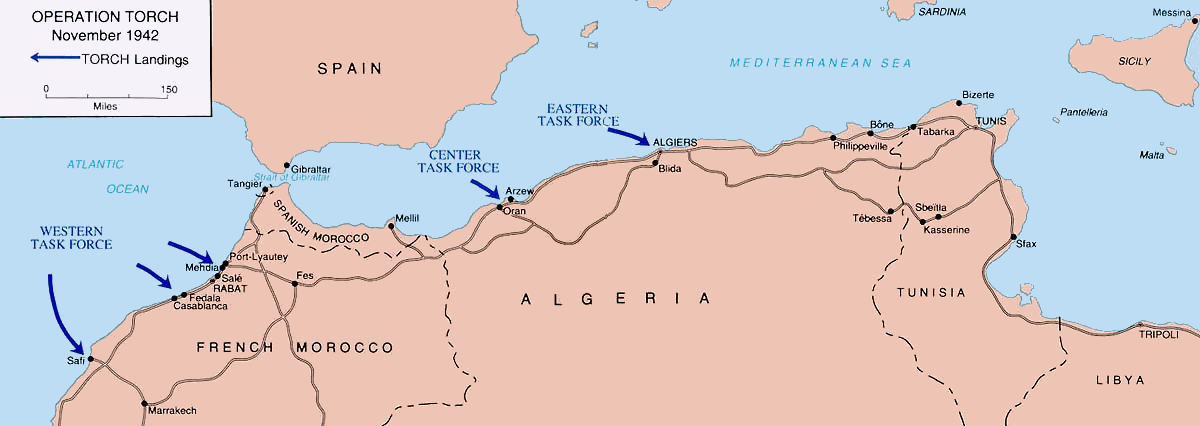
Opération Torch.

Opération Reservist à Oran.

Pendant la Seconde Guerre mondiale, Oran est le lieu de plusieurs événements majeurs.
Le 3 juillet 1940 a lieu la bataille de Mers el-Kébir. Une escadre britannique attaque une escadre française au mouillage. Cette canonnade entraîne la perte du cuirassé Bretagne. Le croiseur de bataille Dunkerque, le cuirassé Provence et le contre-torpilleur Mogador sont mis hors de combat. Ce combat cause la mort ou la disparition de 1 297 marins ainsi que 351 blessés.
Le 8 novembre 1942, se déroule à Alger, Casablanca et Oran, l'opération Torch. Après deux jours de durs combats entre les forces de Vichy et les Alliés, dont la supériorité en hommes et en matériels est écrasante, Oran capitule le 10 novembre. Le même mois, les Américains débarquent dans la baie, point de départ de la campagne de Tunisie puis de celle d'Italie.
En 1942, les habitants de l'Est d'Oranie fuient en masse vers la ville d’Oran. La ville incapable de les accueillir devient insalubre, et les migrants sont surnommés Chéragas.
En 1943, le café El-Widad est créé par un groupe de militants nationalistes en plein centre-ville européen. Cet établissement va jouer un important rôle dans le développement du patriotisme algérien. Au fil du temps, il devient un centre de regroupement des différentes tendances représentatives des partis indépendantistes de l'époque.

##### Après-guerre et prémices de la Guerre d'Algérie

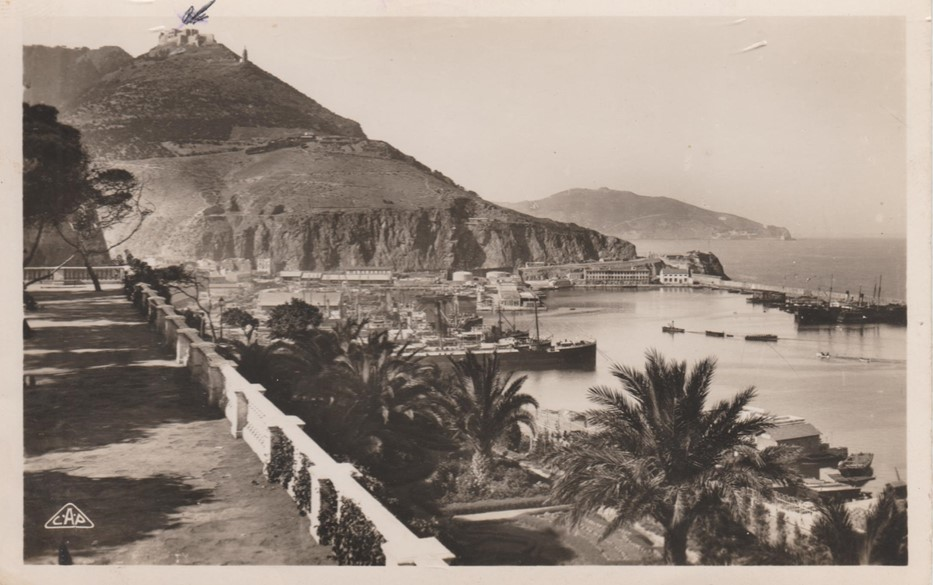
Photographie ancienne de la promenade de Létang et du port d'Oran vers 1950.

Après les massacres de Sétif, Guelma et Kherrata, le 8 mai 1945, les familles oranaises adoptent des orphelins venus de l'est du pays. À la sortie de la Seconde Guerre mondiale, et à la veille de la guerre d'Algérie, Oran est démographiquement la ville la plus européenne de l'Algérie ; c'est aussi celle où la population d'origine espagnole a la plus forte prépondérance numérique. En 1948, la ville compte 352 721 habitants. La population oranaise originaire d'Espagne est estimée à 65 % du total des Européens, eux-mêmes plus nombreux que les musulmans.
En mars 1949, Ahmed Ben Bella et Hocine Aït Ahmed, responsables du PPA, préparent depuis « l'hôtel de Paris » le cambriolage de la poste d'Oran. Ce vol rapporte 3 070 000 francs et sert de trésor de guerre initial au FLN.

Quant à la population de la ville, selon Benjamin Stora : 

« Il serait erroné de considérer ceux que l’on appellera plus tard les « pieds-noirs » comme un « peuple » homogène. Très souvent, par leur situation sociale, ils se heurtent à une couche sociale constituée de gros propriétaires fonciers. Mais en dépit de ces oppositions, ils sont unanimes, et particulièrement à Oran, où ils sont majoritaires, à défendre leurs privilèges, qui rendent le plus petit fonctionnaire français supérieur à n’importe quel Algérien musulman. Leur unité est due à une peur commune de la majorité musulmane. »

Si la Troisième République excluait de la politique les « indigènes », ce statut est aboli en trois temps par la Quatrième République qui leur reconnait pleinement l'accès à la nationalité le 7 avril 1946, puis impose l'année suivante l'égalité politique et l'égal accès aux emplois du service public. Bien que l'application de la loi ne soit pas complète, la situation politique évolue avec l'élection de députés « indigènes » à Oran. Une des figures les plus importantes est Chérif Sid Cara, député oranais qui devient sénateur, secrétaire d'état, puis coprésident du Comité de salut public de l'Algérie avec le général Massu.

##### Guerre d'Algérie

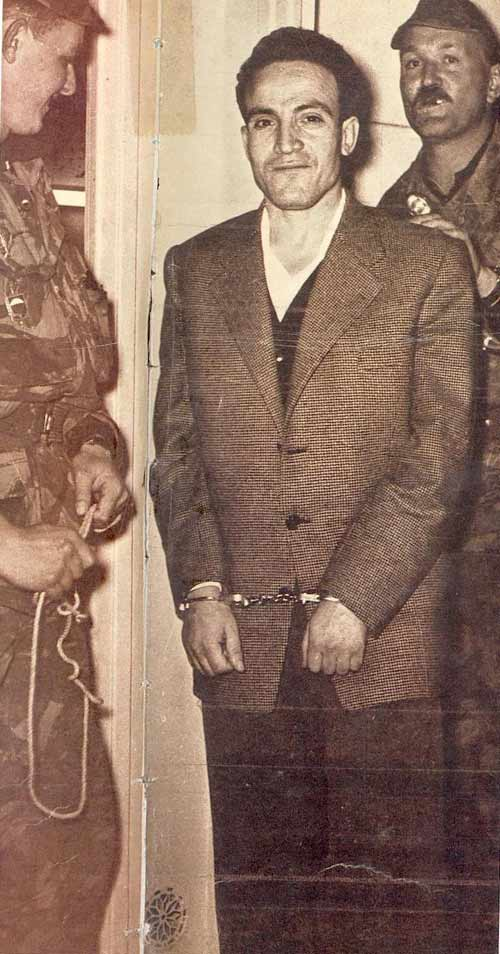
Larbi Ben M'Hidi, commandant de la wilaya V (Oranie).

Ahmed Zabana.

Le 1er mai 1952, des émeutes troublent la tranquillité de la ville. 

« En 1954, la droite et la gauche se disputent ainsi comme dans n’importe quelle grosse ville française. Sans vraiment prêter attention à l’électorat "indigène". »

— Benjamin Stora
Le 1er novembre 1954 marque le début officiel de la Guerre d'Algérie. Larbi Ben M'Hidi commande la Wilaya v qui englobe toute l'Oranie. À cette époque le FLN dispose de 50 à 60 hommes dans l'Oranie. Il laisse le commandement de la Wilaya à Boussouf au début de l'année 1957. Ahmed Zabana fut désigné responsable de la zone de Zahana (Saint Lucien) 32 km dans la banlieue d'Oran. Il est chargé de préparer la révolution avec le nécessaire en hommes et munitions.
Le premier mort enregistré durant la guerre d'Algérie peut être celui de Samuel Azoulay, un chauffeur de taxi d'Oran. Il a été assassiné par Chariat Ali Cherif, qui était alors « chef de groupe » dans cette même ville et guillotiné en 1958. Toutefois, la version officielle algérienne ne retient pas cette mort. Le 8 novembre 1954, dans les environs d'Oran se déroule la bataille de Ghar Boudjelida à El Gaada, un village dans la banlieue d'Oran, au cours de laquelle Ahmed Zabana est capturé après avoir été atteint de deux balles. Il est incarcéré à la prison d'Oran, puis transféré à la prison Barberousse (Serkadji) avant d'être exécuté le 19 juin 1956. Il fut le premier condamné à mort de la Guerre d'Algérie. Deux ans plus tard, Cheriet Ali Chérif est le dernier combattant à être exécuté par la guillotine.
Le 26 juin 1956, le 14e RCP de Toulouse débarque à Oran. La flotte basée à Mers el Kebir participe à l'interception de plusieurs cargaisons d'armes livrées depuis le bloc soviétique, notamment à l'arraisonnement de l'Athos le 16 octobre 1956. Lors de la visite du général de Gaulle en Algérie, entre le 9 et le 13 décembre 1959, les violentes manifestations dans la ville provoquent plusieurs morts. Le « non » au référendum de 1961 sur la paix en Algérie provoque un état de siège. Des incidents fomentés par le FLN éclatent à Oran. Ils font 25 morts. Les Européens quittent les quartiers musulmans.
Dans la ville à majorité européenne, l'OAS est particulièrement violente et s'attaque à la population d'Oran y compris les Européens en désaccord avec elle. La ville est l'ultime refuge de l'organisation. En décembre 1961, elle tue le colonel Rançon, chef du 2e Bureau d'Oran. Alors qu'en 1962 les Français ont accepté par référendum le principe de l'autodétermination de l'Algérie, les affrontements entre musulmans et Européens éclatent à Oran. Le 13 janvier 1962, un commando de l'OAS exécute trois membres du FLN dans la prison d'Oran ; le lendemain, quatre fugitifs sont assassinés.
Au printemps et durant l'été, les Européens et les Musulmans pro-FLN se livrent aux pires horreurs de la guerre d’Algérie : de sanglants combats opposent les forces de l’ordre et les membres de l’OAS. Le 26 juin, ces derniers incendient le port d'Oran et font exploser deux voitures piégées dans les quartiers musulmans. On déplore 23 morts et 32 blessés. Le mois suivant, des incidents entre l'OAS et les forces de l'ordre éclatent en marge de l'arrestation du chef de l'organisation en Oranie, le général putchiste Edmond Jouhaud. Quatre jours plus tard, cette organisation tente de soulever les Européens pour chasser les Algériens d'Oran. Fin avril, une bataille éclate entre les gendarmes et l'OAS. Le 14 juin, le général Ginestet et le médecin-colonel Mabille sont assassinés. Trois jours plus tard, l'OAS capitule à Oran.
L’historien algérien Saddek Benkada estime le nombre des victimes civiles algériennes de l'OAS à 859, entre le 1er janvier et le 30 juin 1962. Le 28 février 1962, au mois du ramadan, une explosion simultanée de deux voitures piégées dans le quartier musulman de Médina Jdida fait 78 morts, sans compter les corps non identifiables.

#### Période de l'Algérie Indépendante
Le 5 juillet 1962, alors que toute l'Algérie fête son indépendance, un drame se déroule à Oran, c'est le massacre d'Oran. Le jour du transfert officiel de la souveraineté entre le gouvernement français et le Gouvernement provisoire de la République algérienne une fusillade — dont l'origine est inconnue — provoque panique et confusion à la Place d'Armes, lieu de manifestations populaires fêtant l'indépendance. Si l'on ignore qui prend l'initiative du massacre, les témoignages font état de la présence d’éléments de l'armée de libération nationale algérienne. Les forces armées françaises attendent plusieurs heures avant de s'interposer. Les estimations du nombre de victimes du massacre sont incertaines et vont de 95 tués (dont 20 pieds-noirs), 161 blessés et 453 disparus ou enlevés à plus de 600 tués et disparus confondus.
Les accords d'Évian prévoyaient la location de la base navale de Mers El-Kébir et de ses annexes militaires pour 15 ans. Elle sera rétrocédée en 1967. Des émeutes éclatent le 7 janvier 1964 à Oran. Plusieurs centaines d'Oranais manifestent contre le chômage, la vie chère et la rareté des produits alimentaires. À coups de barres de fer, de pavés et de chaînes de vélo, ils affrontent les forces de police. Quelque 300 manifestants sont appréhendés et aussitôt déférés devant deux tribunaux spéciaux.
Le 17 juin 1965, Oran abrite le match amical du siècle opposant l'Algérie au Brésil, joué au Stade Ahmed-Zabana devant 60 000 spectateurs. Ahmed Ben Bella, le premier Président de la république algérienne, et ancien joueur de l'Olympique de Marseille, est présent.
Durant les années 1970, l'industrie pétrolière s’est installée à Arzew. Les autorités de l'époque détournent une partie des eaux du barrage de la Tafna vers la zone industrielle et le port d'Arzew situé à 50 km de la ville d'Oran pour assurer les exportations de pétrole et de gaz, privant la capitale de l'Ouest algérien d'une grande quantité d'eau douce.
Au début des années 1980, les autorités ont démoli illégalement[réf. nécessaire] le quartier de La Calère (La Calaira en espagnol). C'était un quartier situé au pied du Murdjajo et construit par les Espagnols lors de leur présence dans la ville. Cet ancien quartier de pêcheurs du centre historique et patrimonial d’Oran était considéré comme le plus ancien quartier d’El Bahia.

La quasi-totalité des grandes salles de cinéma ferment leurs portes. Les cinémas des quartiers subissent rapidement le même sort. Ils sont tous fermés et convertis à des activités artisanales et commerciales.
Le début des années 1990, voit une vie politique dominée par les conservateurs religieux. La victoire du FIS en décembre 1991 au premier tour des élections législatives, puis l'annulation du scrutin au lendemain du vote, mèneront à des manifestations politiques de toutes tendances à Oran comme dans le reste de l'Algérie.
À partir de 1992, débute une longue période de violences. Elle oppose l'État aux ultra-conservateurs religieux qui forment des groupes armés. Oran est relativement préservée de ces violences qui déchirent le pays. Elle voit néanmoins certains de ses célèbres citoyens tués à cause de l'intolérance : Abdelkader Alloula, considéré comme l'un des plus populaires dramaturges, est assassiné le 10 mars 1994 ; le 29 septembre de la même année, Cheb Hasni, roi du raï, est à son tour la victime du terrorisme.
Au début des années 2000, la ville inaugure la réalisation de son quatrième boulevard périphérique, poursuivant sa croissance radio-concentrique entamée depuis un siècle.

### Transport
La ville d'Oran disposait auparavant de moyens de transport en commun limités, ne couvrant pas suffisamment les zones suburbaines. L'Entreprise de Transport d'Oran (ETO) avait acquis de nouveaux bus pour tenter de couvrir 70 % de la demande, mais cela restait insuffisant face au nombre croissant d'usagers, notamment d'étudiants fréquentant les deux grandes universités de la ville. Cette situation s'est considérablement améliorée avec la mise en service du tramway d'Oran.
La ligne comporte 31 stations réparties sur un tracé de 18,7 kilomètres, reliant Es-Sénia au sud à Sidi Maarouf à l'est, en passant par le centre-ville (place du 1er Novembre). L'inauguration, initialement prévue en 2009, a été reportée et a finalement eu lieu le 1er mai 2013.
Une ligne de métro est à l'étude depuis les années 2010, mais en 2024 le projet est toujours au point mort.

### National et international
Les deux principaux moyens de transports pour rejoindre Oran sont l'avion et le bateau.
L'aéroport international Ahmed Ben Bella est à 12 km du centre-ville.
Des ferries assurent des liaisons depuis le port d'Oran vers les villes européennes de Marseille, Sète, Alicante et Almería via la compagnie nationale Algérie Ferries.
Bien que reliée au réseau marocain, la gare ferroviaire ne dessert que des villes algériennes notamment Alger et Tlemcen. La frontière terrestre algéro-marocaine est actuellement fermée.
En 2010, a été inaugurée la plus longue ligne ferroviaire d'Algérie, Oran-Béchar, qui s'étend sur 700 km. Le tronçon Tabia-Béchar a été construit et raccordé au tronçon déjà existant, celui de Oran-Tabia. Avec une vitesse de 160 km/h, ce train permettra un désenclavement des populations de l'Ouest algérien et surtout du Sud-ouest algérien.

### Routes
La commune d'Oran est desservie par plusieurs routes nationales:
- Route nationale 11 (Route d'Oran) ;
- une rocade reliant Es-Senia à Bir el Djir ;
- ainsi que plusieurs voies rapides et autoroutes.

### Délégations communales et quartiers
Avant l'indépendance de l'Algérie en 1962, Oran comptait neuf arrondissements qui composaient la commune. En 1994, les arrondissements deviennent des secteurs urbains et un nouveau découpage de la ville donne lieu à la création de trois autres secteurs qui sont ajoutés, portant le nombre à 12.
Dans les années 2000, Oran a pris le statut de métropole avec l'extension de la ville vers l'est, vers le sud puis vers l'ouest et l'annexion des communes de Bir El Djir, d'Es Senia et de Misserghin à la métropole d'Oran. Géographiquement, Oran est divisée en Oran-Ouest, Oran-Centre, Oran-Est et Oran-Sud. En 2015, avec l'extension de la ville d'Oran, le gouvernement algérien a décidé d'établir un nouveau découpage administratif au niveau des secteurs urbains qui sont devenus des délégations communales, ainsi six autres délégations ont été proposés à la commune d'Oran. En 2017, l'Assemblée populaire communale d'Oran a approuvé la création de ces nouvelles six délégations totalisant un nombre de 18 délégations. En 2019, le dossier de création de ces dernières et approuvé officiellement par le gouvernement algérien.
Actuellement, la commune d'Oran compte 18 délégations communales et 83 quartiers.

### Lieux historiques
La délégation communale de Sidi El Houari est le centre historique de la ville. Elle se situe au nord-ouest de la ville, le long de Ras el Aïn, sur les flancs du Murdjadjo et donne sur la Méditerranée. Il porte les traces du passage de plusieurs civilisations : espagnole, ottomane et française. On y trouve des fortifications espagnoles du XVIe siècle, la mosquée du Pacha du XVIIIe siècle, Sidi El Houari, saint patron de la ville, y est enterré dans un mausolée (koubba) édifié en 1793 par le bey ottoman, Mohamed el Kebir qui y a également fait construire son palais. Enfin, on peut y voir l'ancienne préfecture française du XIXe siècle boulevard Stalingrad.
Le quartier historique Sidi El Houari était aussi appelé « Les Bas Quartiers ». Il est considéré comme « le vieil Oran » et recèle l'empreinte des diverses civilisations qu'a connues la ville : arabe, espagnole, ottomane et française.
Le Quartier La Calère Basse et La Calère Haute en Espagnol (La Calaira) à Sidi El Houari qui est située au pied du mont Murdjajo et construit par les Espagnols était un ancien quartier de pêcheurs au centre historique et patrimonial d’Oran détruit partiellement en 1980.

### Communes périphériques
La Wilaya d'Oran porte le numéro 31. Elle compte 25 communes périphériques à Oran qui en regroupent plus de la moitié de la population. Oran est la deuxième ville d'Algérie, mais la plus grande commune pour ce qui est de la population.
Oran capitale économique de l'Oranie.

### Agglomération oranaise
La métropole oranaise comporte plusieurs communes, dont deux, agglomérées à la ville.
Bir el-Djir constitue la principale ville dans la banlieue immédiate à l'est d'Oran hors des arrondissements. Baptisée Arcole à l'époque coloniale, la commune est située à 8 kilomètres du centre-ville. C'est une ville restée essentiellement agricole jusqu'à la fin des années 1980. Elle accueille aujourd'hui une population de 118 000 habitants, et devient un pôle majeur de l’agglomération oranaise. Elle abrite plusieurs sièges d’entreprises à l'architecture moderniste comme les bâtiments de Sonatrach, le nouvel établissement hospitalier universitaire « 1er novembre 1954 », le Palais des Congrès, des instituts d'enseignement supérieur et la Cour de Justice. Un stade olympique de 40 000 places est en cours de construction pour abriter les jeux méditerranéens 2021, son inauguration est prévue pour l'année 2016, ainsi que le village olympique pour l'année 2017. Bir el Djir comporte également un technopôle, où se trouvent notamment le nouveau siège du Centre national de recherche en anthropologie sociale et culturelle (CRASC) d'architecture andalouse, ainsi que le siège du Centre de développement des satellites (CDS) qui dépend de l'Agence spatiale algérienne.
La ville d'Es Senia est également limitrophe d'Oran. Connue sous le nom de La Sénia à l'époque coloniale, elle est située au sud, à 7 kilomètres du centre-ville. Elle abrite l’aéroport international, des zones industrielles ainsi que plusieurs instituts universitaires et centres de recherche comme le Centre d'études maghrébines en Algérie (CEMA). Elle sera le terminus du Tramway d'Oran.
Officiellement, le développement de l'agglomération oranaise, ou « Grand Oran » (ou encore Groupement Urbain d'Oran - GUO), est défini par un plan directeur d’aménagement et d’urbanisme délimité en 1998. Son périmètre est constitué dans les quatre communes d'Oran, Bir el Djir, Es Senia et Sidi Chami.
D'autres communes plus éloignées font partie de l'aire d'attraction de la ville, sans toutefois faire partie de l'agglomération. C'est notamment le cas de Aïn-el-Turk et de Mers el-Kébir. La première ville se situe au nord-ouest d'Oran à 15 km du centre d'Oran. Il s'agit d'une station balnéaire qui comprend plusieurs édifices hôteliers et complexes touristiques. Le paysage de cette commune change grâce aux nombreux projets entrepris : réseau autoroutier, stations balnéaires, hôpitaux, etc. À 8 km de cette commune se trouve la station balnéaire des Andalouses.
La commune de Mers el-Kébir se situe au nord-ouest d’Oran à quelque 7 kilomètres du centre-ville. C'est le siège de la marine nationale algérienne, et son port est une importante base navale.
À l'est d'Oran, se trouvent les villages de Canastel, Ain Franin et Kristel.

## Toponymie
La forme originelle du nom de la ville d'Oran, Wahran, est un toponyme berbère.
Étymologiquement, il s'agit du génitif, autrement appelé complément du nom, dont la marque, ici, est le préfixe w, du nom ahr (sing.), ahran (plur.), qui signifie lion,,. Une des formes attestées, Ouadaharan, indiquerait une construction « Ouad + Aharan » (Rivière des lions),.
La prononciation actuelle Wahren, semble être dérivée du même nom ahr (sing.), ahran (plur.) avec une omission du mot Ouad (rivière).
Les derniers lions de cette côte méditerranéenne furent chassés dans la montagne voisine d'Oran dénommée « montagne des Lions », également connue sous les termes « Djebel Kar », le massif des amas de pierres. Le nom français « montagne des lions » laisse penser que des lions y vivaient encore au début du XIXe siècle. Plusieurs épisodes de chasse ont été rapportés, tant par les Espagnols au XVIe siècle que par les Français jusque dans les années 1840. Les derniers évènements liés à des lions près d'Oran datent de 1939.
Aucun des récits arabes du Xe et XVe siècles ne révèle l'origine étymologique de ce toponyme. Seule une explication d'ordre littéraire peut apporter des éclaircissements. Le terme Wahran peut être un pluriel de Wahr, qui signifie « lion » (Wahran = « deux lions »). Le nom de la ville est demeuré inchangé orthographiquement jusqu'à nos jours. Toutefois, sa prononciation a évolué au fil du temps, vraisemblablement en raison de déformations orales se transmettant d'une génération à l'autre.
Différentes légendes oranaises lient le nom de la ville avec des lions. Dans la légende mystique, un lion fut aperçu sur la tombe du saint patron Sidi El Hourari. Cependant, la tradition attribue le nom de la ville au songe du fils du Vizir de Cordoue :

« On raconte qu'un jeune homme, Djaffar fils du vizir de Cordoue, avait fui par la mer la tyrannie de son père opposé à son mariage avec la femme qu'il aimait. S'ensuit une histoire de tempête, de vision de deux lionceaux, de songes prémonitoires, enfin de naufrage sur une superbe plage déserte qui ne pouvait pas s'appeler autrement, encore de nos jours, que la plage des Andalous. »

— Pierrette Letourmy Aurin
Le nom Oran apparaît pour la première fois dans un portulan génois en 1384.
Un village séparé d'Oran et nommé Ifri est signalé sur les cartes jusqu'au XVIIIe siècle. Il est situé contre l'Aïdour au sud d'Oran, dans ce qui est aujourd'hui le quartier des planteurs. Ifri signifie « la caverne » en berbère. Le toponyme est sans doute lié aux nombreux abris dans les collines environnantes.

## Démographie

### Évolution de la population

#### Population totale
Selon le recensement 2008, la commune comptait 609 940 habitants. Au début du XXIe siècle, Oran est l'une des grandes agglomérations du Maghreb et se rapproche régulièrement de 1 000 000.
En 2020, d'après l'ANIREF, la commune d'Oran comptait 721 825 habitants, tandis que l'aire urbaine, incluant les communes d'Oran, Bir El Djir, Es Senia, Sidi Chami, Hassi Bounif, Mers el-Kébir, Aïn El Turk, Misserghin, El Kerma et Bousfer, comptait 1 760 685 habitants.
Depuis 1831, la population ne connait qu'une seule phase de contraction importante : lors de la guerre d'Algérie, après les accords d'Évian, la population européenne abandonne la ville. La moitié d'Oran se retrouve alors désertée et les logements laissés vides sont rapidement réinvestis après l'indépendance.
| 1831                                                     | 1876    | 1886    | 1896    | 1906    | 1911    | 1921    | 1926    | 1931    | 1936    | 1948    | 1953    | 1954     |
| -------------------------------------------------------- | ------- | ------- | ------- | ------- | ------- | ------- | ------- | ------- | ------- | ------- | ------- | -------- |
| 18 000                                                   | 45 640  | 63 929  | 80 981  | 101 009 | 106 501 | 120 779 | 146 183 | 157 981 | 194 746 | 265 000 | 415 299 | 299 008. |
| 1955                                                     | 1960    | 1966    | 1970    | 1975    | 1980    | 1985    | 1990    | 1995    | 2000    | 2005    | 2010    |          |
| 286 000                                                  | 305 000 | 326 706 | 385 000 | 466 000 | 537 000 | 604 000 | 647 000 | 675 000 | 706 000 | 765 000 | 852 000 |          |
| Recensements avant 1955 ; recensements à partir de 1955. |         |         |         |         |         |         |         |         |         |         |         |          |

#### Évolution des populations à Oran

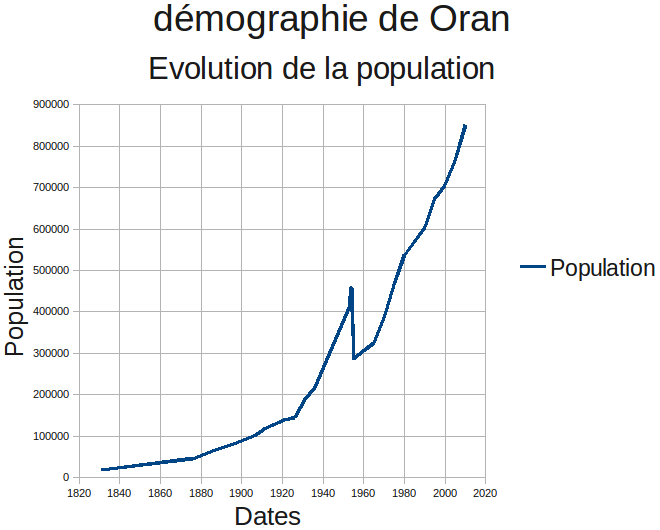
Évolution de la population à Oran. On note clairement la période de la guerre d'Algérie en 1954.

À la veille de la colonisation française, il y avait à peine 18 000 habitants à Oran et dans ses faubourgs. Alors que, pendant ses périodes fastes, la ville ne semble pas avoir accueilli plus de 30 000 habitants, la population oranaise double ce chiffre seulement 50 ans après l'arrivée des Français. Moins de 70 ans après le début de la colonisation, Oran passe le cap des 100 000 personnes pour devenir la cinquième ville française. Une grande partie des européens installés à Oran sont en réalité d'origine espagnole.
Dès 1832 la ville est très majoritairement européenne. La ville d’Oran rassemble plusieurs types de population, formant ainsi l’ensemble de sa démographie urbaine. On retrouve dans la démographie oranaise cinq types d’individus : les Français, les Espagnols, les populations locales appelées « Indigènes musulmans », les Italiens et les Anglo-maltais. Il faut tout de même préciser que sur l’ensemble de cette population ce sont les Français et les Espagnols qui demeurent les plus nombreux. La ville d’Oran est particulière du point de vue de la colonie, car c’est l’un des seuls milieux urbains où la proportion d’Européens est supérieure à la proportion de locaux. La part importante d’Européens fait d’Oran un lieu significatif dans la mesure où cette ville représente un centre d’expérimentation occidental. Il faut tout de même nuancer le fait que la place des Européens à Oran ne signifie pas pour autant qu’elle est uniforme, car cette population est ségrégée dans les quartiers et les faubourgs en fonction de leurs revenues et de leurs appartenances nationales.
Le recensement de 1921 compte 120 779 habitants dont 20 059 Algériens et 118 153 Européens, soit plus 85 % d'Européens. Conséquence de la loi d'immigration de 1889, la population augmente rapidement. Quarante ans après, en 1961, le chiffre total de la population passe à 433 000 personnes. Mais alors que la population européenne a à peine doublé, augmentant à 213 000 personnes, la population algérienne est multipliée par onze en passant à 220 000 personnes. Si Oran reste en 1954 la plus européenne des villes d'Algérie avec 64,5 % de sa population européenne dont une majorité d'Espagnols, elle attire les populations du Sud. En 1961, le rapport de force démographique est légèrement inversé en faveur des populations algériennes et Oran doit sa croissance démographique beaucoup plus aux Algériens, qui ont récupéré les maisons abandonnées par les Européens.
À la veille de la guerre d'Algérie Anne-Marie Duranton-Crabol affirme que « Oran était donc une ville européenne. », suivant en cela Benjamin Stora. Ce rapport démographique explique selon elle la forme particulière que revêtit ici la violence de la guerre d'Algérie. Michel Coquery note qu’« Oran […] s’était crue longtemps une ville seulement européenne. En moins de vingt ans, elle est devenue une ville où la population musulmane est plus nombreuse que celle de Constantine ». Ses estimations contredisent les idées reçues.
Le début de la guerre d'Algérie provoque le départ de 200 000 Européens, les populations investissent la ville coloniale ; c'est la fin d'une dualité de la population oranaise. Dans un premier temps, l'appropriation est seulement physique et démographique. Les Algériens deviennent majoritaires en 1961.
Oran a connu une nouvelle vague d’exode rural, durant la décennie 1990, à la suite de la situation d’instabilité politico-économique qu'a connue l'Algérie, cette population s'est entassé sur les marges de la ville.

### Population: années 2000
Selon une étude génétique effectuée en 2007 sur un échantillon de 102 individus, les lignées paternelles (Chromosome Y) oranaises étaient pour plus de 78 % d'origine nord-africaine (berbère) ou moyenne-orientale. Les haplogroupes paternels les plus courants étant, comme dans le reste du Maghreb, E-M81 (45 %), caractéristique des Berbères et J1 (22 %) que l'on rencontre surtout chez les populations arabes du Moyen-Orient.
| Origine du Chromosome Y      | Afrique du Nord | Moyen-Orient | Europe | Sub-Saharien | Autre | Total |
| ---------------------------- | --------------- | ------------ | ------ | ------------ | ----- | ----- |
| Pourcentage de la population | 50,9 %          | 27,4 %       | 12,8 % | 7,8 %        | 1,1 % | 100 % |

## Économie

### Tableau général
Oran est un pôle économique important, comme le démontre l'organisation de cinq manifestations d’envergure mondiale en l’espace de 18 mois (2009-2010) ; notamment la 16e Conférence et Salon International sur le Gaz Naturel Liquéfié (GNL16), et se sont tenus entre le 18 et le 21 avril 2010 au Centre de conventions d'Oran.
La ville jouit d'une grande attractivité économique et industrielle. La capitale de l'Ouest attire beaucoup d'investisseurs et d'hommes d'affaires, elle occupe une place de choix sur l'échiquier économique national. C'est un pôle d'attraction économique et industriel comprenant pas moins de trois zones industrielles : celle d'Arzew avec 2 610 hectares, de Hassi Ameur avec 315 ha et celle d'Es Sénia avec 293 ha. Elle dispose par ailleurs de 21 zones d'activité réparties à travers cinq communes.
Depuis la période coloniale, Oran dispose d’un grand port, qui était le plus grand exportateur de toute la région Ouest.
En novembre 2014 le premier ministre Abdelmalek Sellal a inauguré plusieurs grands projets économiques :
- L’usine de fabrication de véhicules Renault à Oued Tlelat.
- La plus grande station de dessalement d’eau de mer d’Algérie à El Mactâa (quasiment à l'arrêt depuis février 2019[302]).
- L’usine d’ammoniac et d’urée dans la zone industrielle d’Arzew.
- Une unité de production du GNL à Béthioua.

### Secteurs d'activité
Après l'échec du modèle socialiste et des industries industrialisantes l'Algérie a changé de système économique en 1988 pour aller vers l'économie de marché. Cette mutation a favorisé l'investissement privé dans une économie d'État planifiée depuis 1962.
Le secteur secondaire occupe une place essentielle dans le paysage économique oranais. L'industrie pétrochimique, ses dérivés énergétiques et plastique dominent le paysage économique. La présence d'hydrocarbures a permis le développement d'industries consommatrices d'énergies comme l'industrie sidérurgie et celle des matériaux de construction. Quelques autres secteurs sont bien représentés : les industries textile et agro-alimentaire. Dans ces activités le secteur public reste en monopole dans la plupart des domaines. Le secteur privé n'étant représenté que dans la plasturgie, l'agro-alimentaire, ainsi que dans les industries du bois et du papier.
Si le secteur secondaire reste important et largement dominé par le secteur public, le secteur tertiaire est en croissance rapide et est essentiellement le fait d'acteurs privés.
En matière d'énergies renouvelables, Oran a été choisie comme capitale régionale pour le bassin méditerranéen par l'ONG fondée par Arnold Schwarzenegger R20. C'est d'ailleurs sous l'égide de cette ONG que le projet pilote du « tri sélectif à la source des déchets ménagers » a été lancé.
La transition vers une économie de marché a profondément transformé l’organisation commerciale d’Oran. Autrefois centré sur un unique pôle devenu coûteux et difficile d’accès (le centre-ville et le centre secondaire de Mdina Jdida), le commerce s’est progressivement redéployé vers les zones péricentraux et périphériques. Cette expansion a favorisé l’émergence de nouvelles centralités commerciales, stimulées par le commerce transnational en plein essor depuis les années 2000.
Ces nouveaux pôles, bénéficiant d’une meilleure accessibilité et d’un développement urbain soutenu, constituent un réseau concurrentiel au centre-ville. Leur formation résulte d’une double dynamique : d’un côté, des décisions d’aménagement urbain planifié, et de l’autre, des initiatives locales portées par des commerçants et investisseurs privés. L’essor de quartiers comme Akid-Lotfi, USTO, Choupôt ou Khemisti illustre cette mutation, où le commerce, soutenu par une demande croissante et des réseaux formels et informels, façonne un marché immobilier florissant.
Les espaces marchands d'Oran se spécialisent selon les quartiers : Choupôt-Maraval devient un pôle de l’habillement de luxe, tandis que Les Castors se distingue par la prédominance du commerce de pièces de rechange automobiles. Akid Lotfi-Khemisti offre une diversité de services commerciaux et de commerces spécialisés, allant des services administratifs et bancaires à la restauration, aux loisirs, à l’ameublement et à l’électroménager. Enfin, le quartier de l’USTO se caractérise par une forte concentration d’activités tertiaires à vocation régionale, incluant des services sanitaires, bancaires, administratifs, universitaires et de transport.
La ville est également un haut lieu touristique. Le tourisme s'est intensifié ces dernières années, attirant un grand nombre de visiteurs nationaux, notamment durant l'été et les vacances scolaires, venus découvrir la côte oranaise et la ville d'Oran.
L'agglomération d'Oran compte quinze Zones d'expansion touristique (ZET).

## Patrimoine architectural et urbanisme

### Paysage urbain

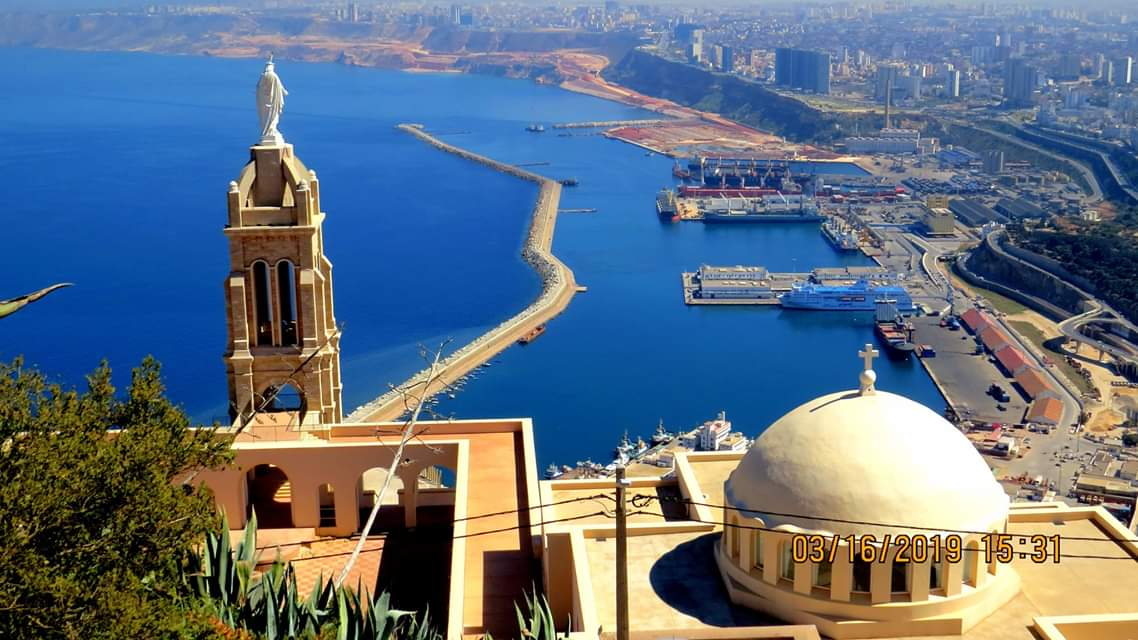
Vue sur Oran depuis les hauteurs occidentales de la ville.

Si le quartier historique mêle les architectures islamique, espagnole et française, le plateau de Karguentah, avec ses immeubles hausmaniens et son front de mer inspiré de celui de Nice est représentatif de l'architecture française.
L’aspect urbain de la ville d’Oran est le témoin des passages de cultures allant des Espagnols, aux Ottomans et aux Français. Toutes ces identités se retrouvent dans la configuration de la ville et plus particulièrement dans les sections historiquement affiliées au passage d’une domination. Les quartiers et les faubourgs d’Oran disposent de plusieurs styles architecturaux et patrimoniaux variant entre le néo-classicisme, le mauresque et l’hispano-mauresque. Ils demeurent souvent trop « méconnus » dans la culture populaire.
Cette ville d’Oran, en tant que véritable centre d’expérimentation urbaine, laisse paraître les traces de la volonté de constituer un miroir européen des villes françaises et plus particulièrement Marseille. Il existe une dichotomie entre ces deux villes, car on retrouve la même configuration topographique et urbaine. Elles sont toutes deux surplombées d'une colline couronnée par une église. L’emplacement de la gare de même que la forme du port sont à s’y méprendre. On peut retrouver aussi, dans les deux villes d'Oran et de Marseille, dans leur majorité urbaine le même style architectural établi à partir de pierre de taille de couleur jaune.
Bien qu'il y ait eu des tentatives d'aménagements urbains lors des PAEE, Plans d'aménagements d'embellissements et d'extensions de la ville après leur vote en 1919 et sa mise en application en 1924, il faudra attendre des années avant que les faubourgs puissent bénéficier d'une salubrité décente. Souhaitant mettre un terme à l’accentuation des conditions d’hygiènes déplorables des habitats européens et indigènes, ces aménagements urbains souhaitent moderniser les bâtis afin de permettre aux populations de bénéficier d’un accès à l’eau potable voire à l’eau à débit. En fonction de la répartition des populations, il se trouve que les zones urbaines n’ont pas le même traitement de gestion par les autorités coloniales oranaises.
Au lendemain de l'indépendance, les plans d'équipement des communes, le plan triennal et le premier plan quadriennal ont eu très peu d'influence sur l'extension et l'urbanisation de la ville vidée de la majorité de ses habitants. L'administration achève les programmes du plan de Constantine et reconvertit quelques espaces militaires en bâtiments universitaires.
Avec le deuxième plan quadriennal, le PMU en 1975 et le PUD en 1976, l'urbanisation prend un nouvel essor. Ces développements se font dans la continuité des plans d'urbanisation coloniale. Ils conservent les mêmes formes et les mêmes axes. En conséquence, les résultats se situent dans la lignée des villes françaises à la même époque. De 1978 à 1991, l'extension d'Oran est marquée par l'urbanisation de la deuxième couronne en 1986, la construction des ZHUN et de quelques lotissements.
En 1997, un Plan Directeur d’Aménagement Urbain (PDAU) a été approuvé pour maitriser l’extension urbaine, il permet de dégager, au niveau de la partie Est d’Oran, presque la moitié de la surface de la ville, entre le front de mer et le troisième boulevard périphérique. Toutefois, un débordement vers les zones normalement classées par le PDAU comme Secteur Non Urbanisables (SNU) est en train de se produire. En raison de la délocalisation à proximité de la ville de plusieurs équipements prévus dans d’autres communes tels que le nouveau pénitencier et l’hôpital des grands brûlés.
Oran connait une forte concurrence sur le foncier, conséquence de son étalement engendré par la pression démographique et la réalisation récente de grands projets à rayonnement national et international, très exigeantes en matière de superficie. Les conditions physiques du site, caractérisé par la présence de la mer au nord, par le massif du Murdjajo à l’ouest et les terrains agricoles au sud contribuent à la diminution des surfaces urbanisables.
La pression démographique constante entraîne un important déficit de logements. Les programmes locaux se sont avérés nettement sous-dimensionnés. Dans le cadre du programme présidentiel du million de logement, la commune d’Oran a acquis un important parc de nouveaux logements et a pu loger ou reloger des familles vivant dans des logements insalubres ou précaires (Raz el Aîn, Planteurs). Ce programme reste toutefois très insuffisant au regard de la surface d'habitat précaire d'Oran. Bloquée par l'Aïdour, la ville se développe vers l’est. À l’ouest, le quartier de Sidi El Houari bénéficie d'un plan de sauvegarde du bâti historique. Ce plan concerne les parties historiques et les monuments du quartier, au détriment du bâti résidentiel, ainsi que les vestiges archéologiques. L'absence de planification urbaine provoque la paupérisation et l'exclusion des quartiers ouest (Planteurs, Ras El Ain et Sidi El Houari). Le tissu urbain historique dépérit, en effet, le vieux bâti reste difficile à gérer tant sont multiples les niveaux d’intervention et des compétences à mettre en œuvre. L'agglomération se développe autour des villages coloniaux récents comme Albertville, Fernanville ou Bir El Djir. L'habitat individuel s’est considérablement développé au cours des dernières décennies dans le cadre des lotissements sans pour autant renouer avec l’habitat vernaculaire traditionnel.
En 2008, les routes, les voiries et l'infrastructure en général sont sous-dimensionnées par rapport à la population de la ville et souffrent d'importants manques d'entretien et d'investissements. Un programme de réhabilitation et d'investissement a été lancé.

### Édifices religieux
Dans une ville où la cohabitation des religions a longtemps été la norme, Oran compte des édifices dédiés au culte pour les trois religions abrahamiques. Des trois mosquées historiques de la ville, deux sont situées dans le vieux quartier Sidi El Houari. La mosquée du Pacha a été construite en 1797 sous le règne du bey Mohamed el Kebir sur ordre de pacha Baba Hassane, et la mosquée Sidi el Houari en 1799. Quant à la mosquée du Bey, qui fut construite en 1793, hors de la ville, sur le plateau de Karguentah, elle est située Boulevard de Tripoli dans le quartier « El Emir ».
Les deux principaux lieux de cultes chrétiens sont la cathédrale et la Chapelle Santa Cruz. La cathédrale d'Oran de style romano-byzantin, fut édifiée de 1904 à 1913. Son grand orgue Cavaillé-Coll-Mutin fut inauguré le 3 février 1918.
La chapelle de Santa Cruz fut construite en 1850 en contrebas du fort de Santa Cruz, après l'épidémie de choléra de 1849 qui avait fait plusieurs centaines de victimes. Elle est dédiée à la Vierge (Notre-Dame du Salut). La statue originale de la Vierge rapatriée en 1962 est dans une chapelle construite dans une grotte à Nîmes. La grande synagogue fut construite entre 1880 et 1917 sur le plateau Kargentha.
Il est à noter que la cathédrale fut transformée en bibliothèque en 1983. En 1975 la synagogue devient la mosquée Abdellah ibn Salam du nom d'un riche juif médinois converti à l'Islam. Enfin les offices à la chapelle Santa Cruz sont anecdotiques.
Actuellement, la seule ville centre compte plus de cent mosquées et un grand nombre de salles de prière. La mosquée Abdelhamid Ben Badis, pouvant accueillir jusqu'à 25 000 personnes, a été inaugurée en 2015. Le quartier de Mdina Jdida est le quartier qui abrite le plus de mosquées, la plupart ont été construites à la fin du XIXe siècle ou au début du XXe siècle car c'était le principal quartier musulman pendant la période coloniale.

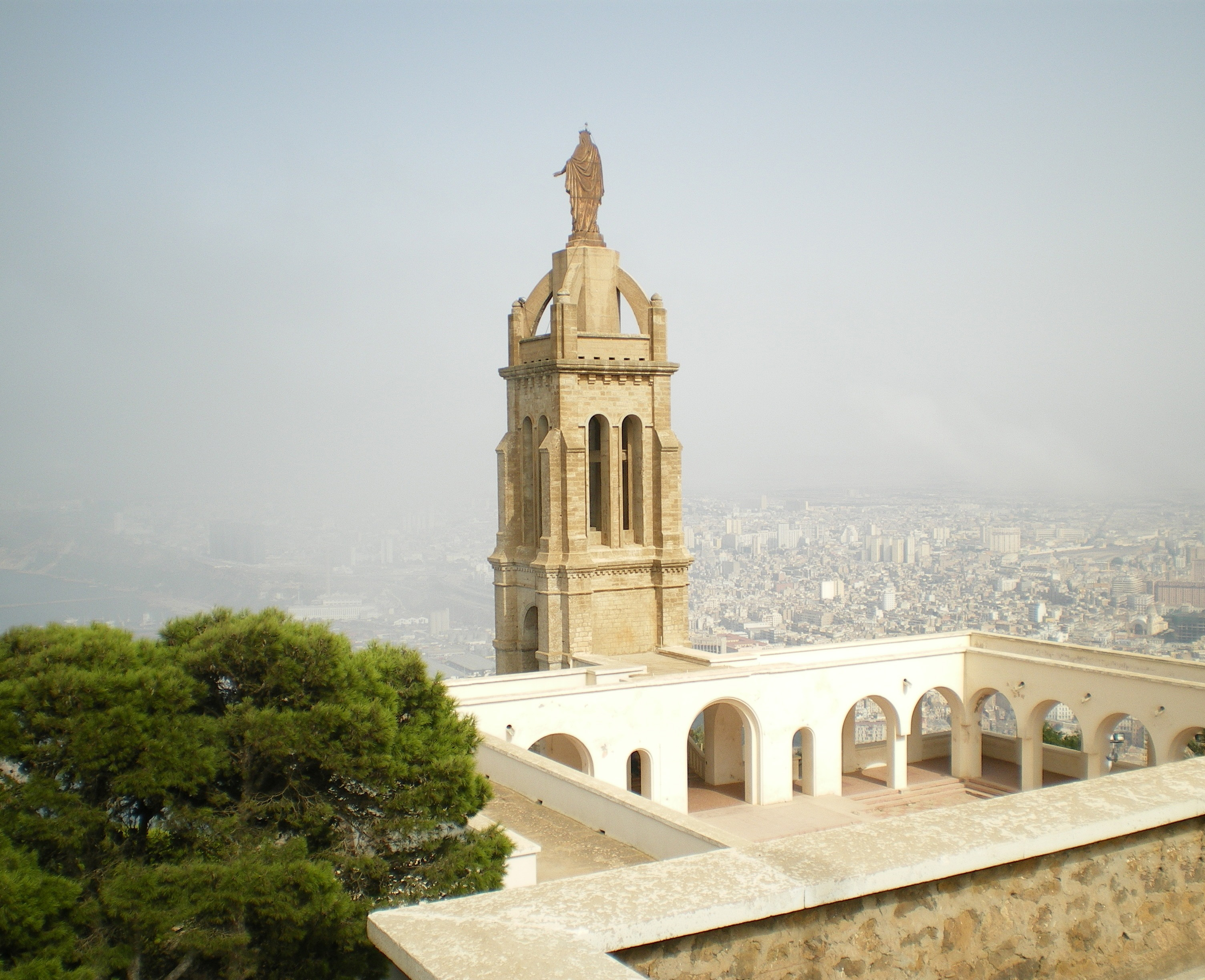
Chapelle de Santa Cruz.
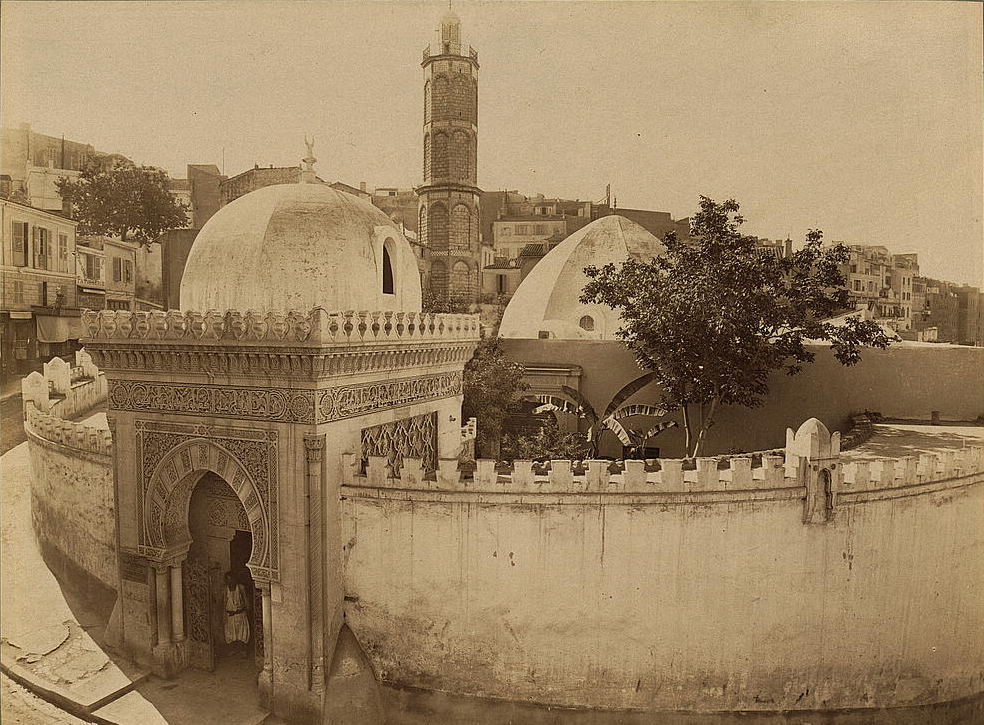
Mosquée de Hassan Pacha.
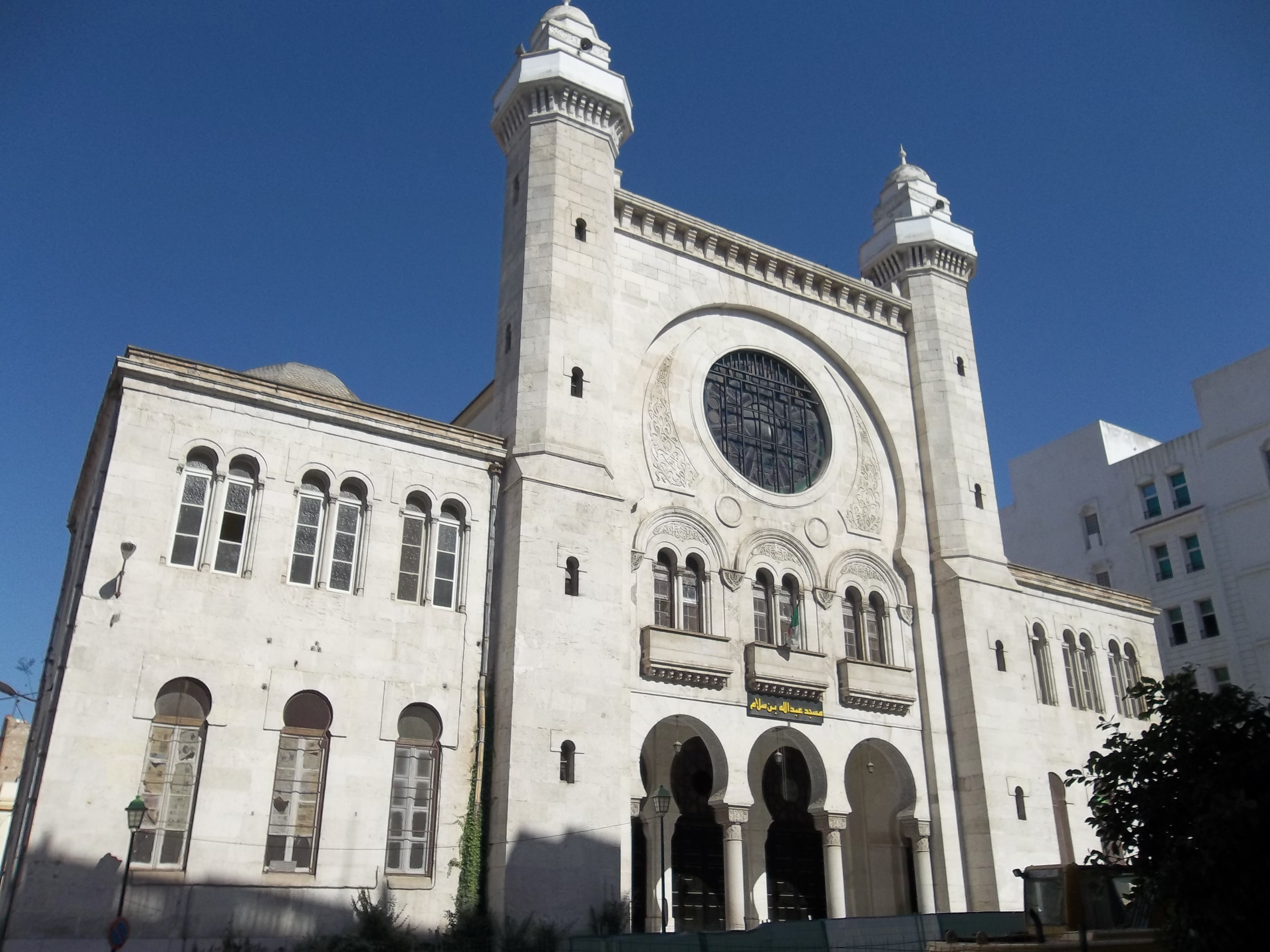
Mosquée Abdellah Ben Salam (ex. Grande Synagogue).
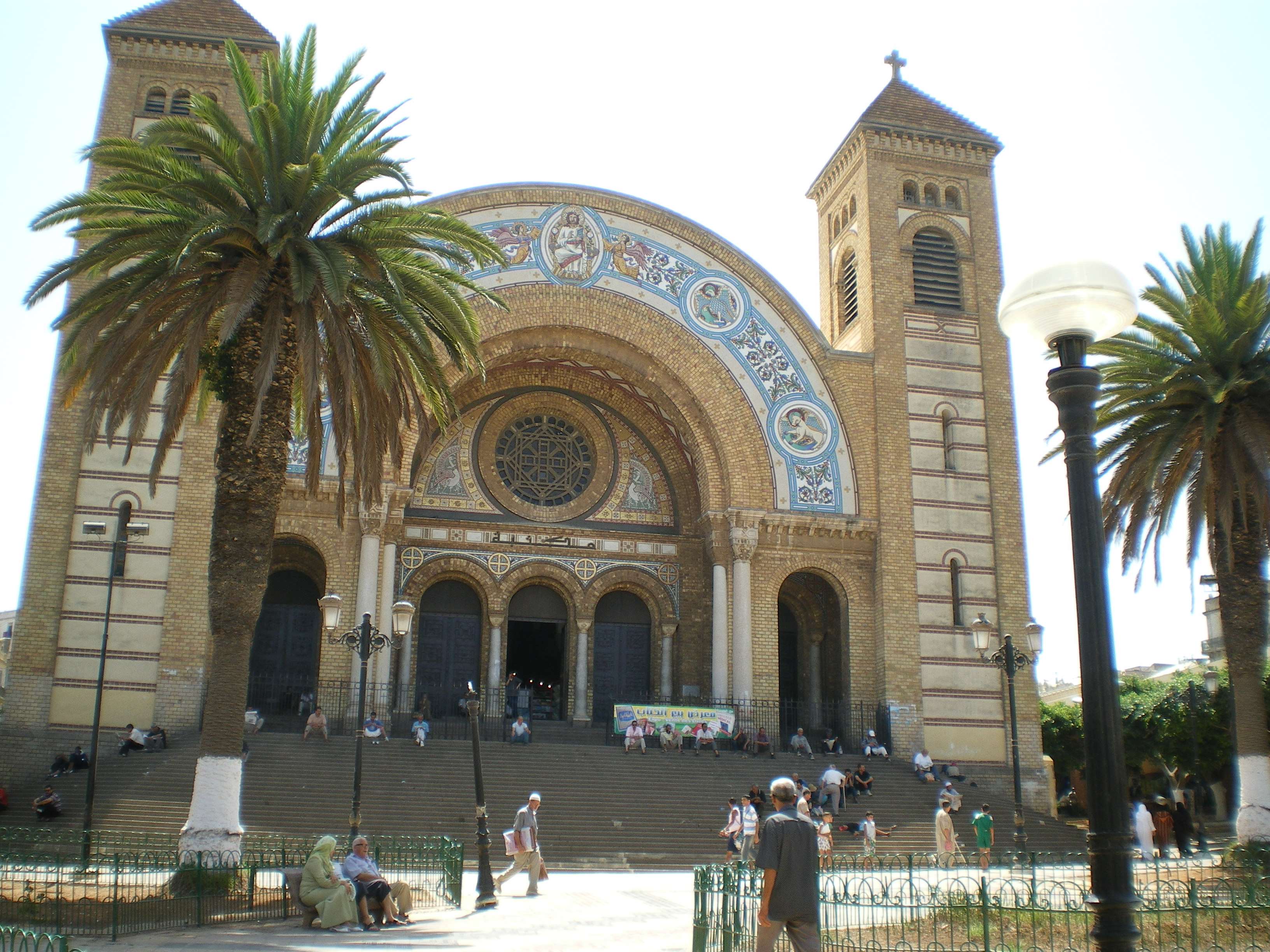
Bibliothèque Communale (ex. Cathédrale d'Oran).
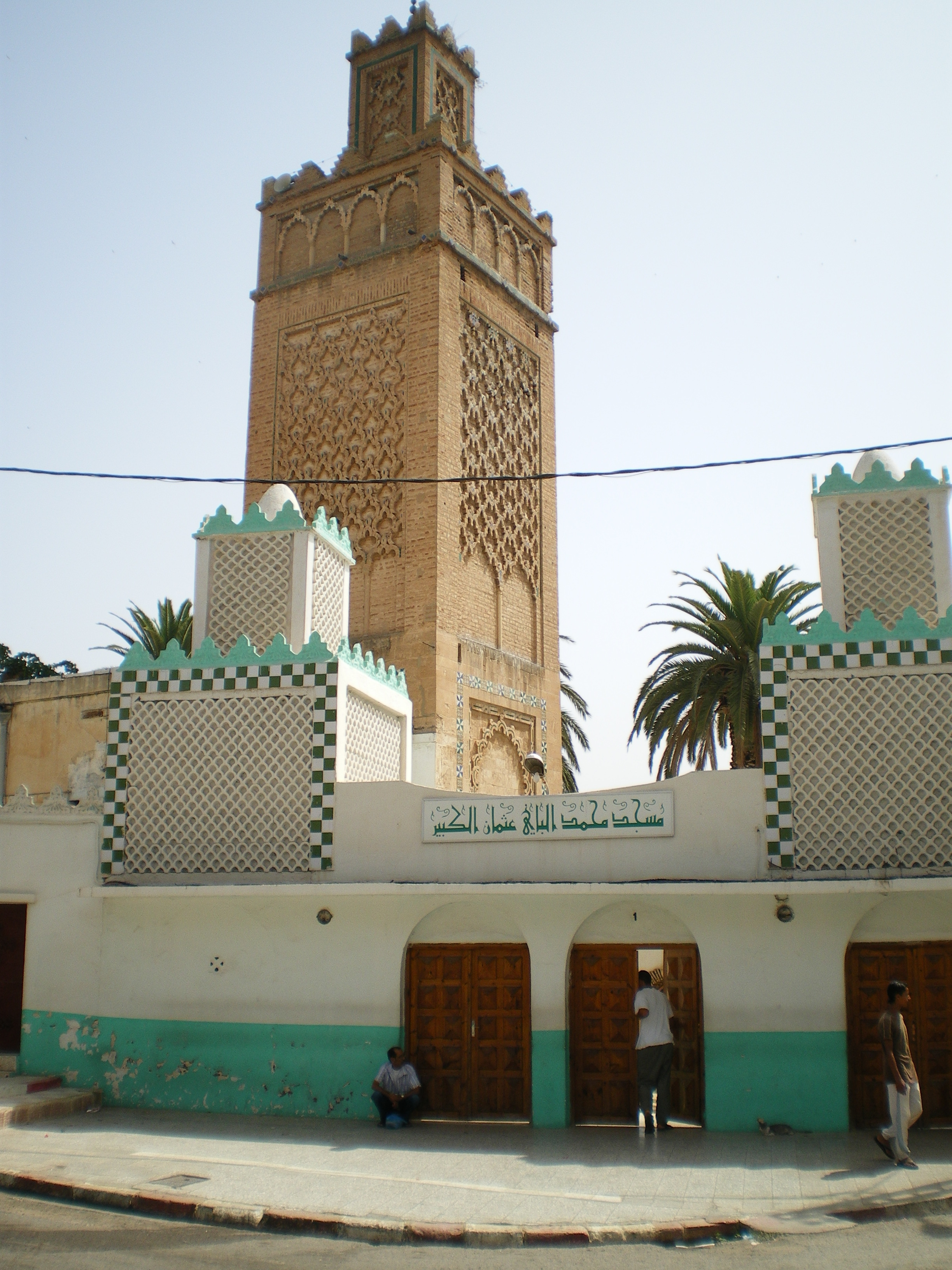
Mosquée Sidi el-Houari.
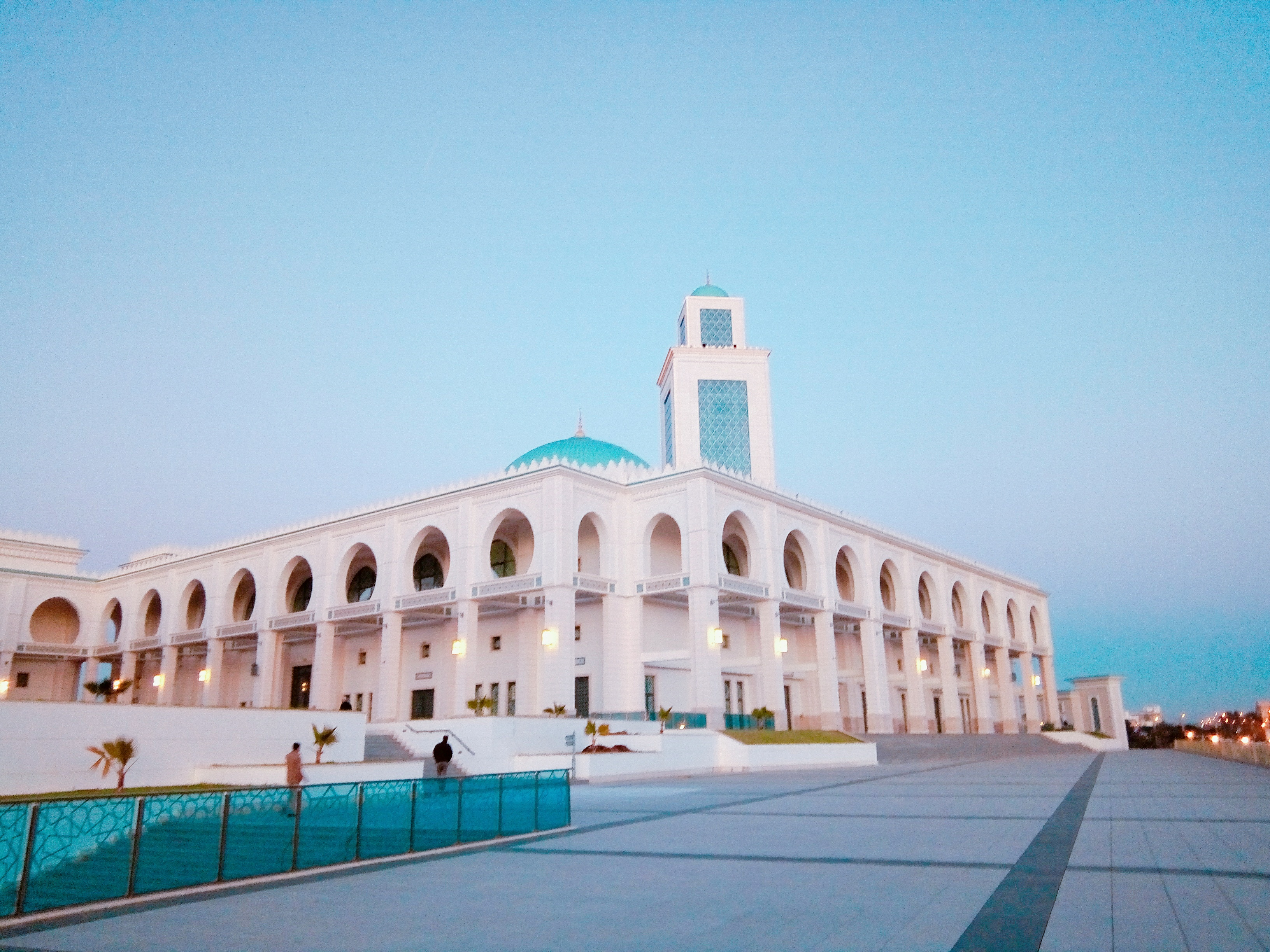
La grande mosquée Abdelhamid Ben Badis.

### Les saints patrons et mausolées
La ville d'Oran compte plusieurs saints patrons auxquels sont dédiés des mausolées (koubba) et dont le plus célèbre est Sidi El Houari dans le vieux quartier qui porte son nom (anciennement appelé La Casbah). Le mausolée est reconstruit en 1793 par le bey ottoman appelé « le borgne ».
L'imam Sidi El Houari, de son vrai nom Mohammed Ben-Omar El houari est né en 1350 dans le village Sour près d'Aïn Tedles dans la wilaya de Mostaganem. Il s'installe à Oran dès son jeune âge. Il décède le 12 septembre 1439 et sera enterré, selon ses vœux, avec son disciple et non moins compagnon Sidi Saïd à El-Ammria à l'ouest d'Oran.
La koubba dédiée à al-Jilani Moul El Meida aurait été édifiée en 1425 par l’un des disciples d'Abou Madyane, Saint réputé de Tlemcen, qui mourut subitement avant d'arriver à l'Oued Isser. Les disciples de Abou Madyane auraient installé sur les hauteurs de petites koubbas, principalement dans la région d’Oran, en souvenir de leur professeur et imam éminent Abd al Qadir al-Jilani, enterré à Bagdad.
Les saints patrons de la ville sont référencés dans la liste déroulante suivante :

### Les vieux cimetières d'Oran
Parmi les cimetières de la ville d’Oran, on cite celui de Sidi El Ghrib au quartier les Planteurs (Haï Si Salah) qui est le lieu d’enterrement des musulmans, il est l'un des plus anciens. Il existe aussi le cimetière privé de Sidi Fillali au quartier les Planteurs (Haï Si Salah). Ce cimetière ne recevait que les familles oranaises de souche. On peut citer le petit cimetière très discret des Mozabites au quartier de Ras El Aïn.
Le cimetière de Sidi El Bachir au quartier Plateaux (Hai El Gaada), ex : Saint Michel est l'un des plus anciens mais qui n'existe plus, El Melh au quartier Lyautey (El Hamri) et Moul-Douma dans le quartier Ras El Aïn (Bouamama) qui a été fermé au profit du Cimetière Aïn El Beïda.
L'administration coloniale française a réservé dans le domaine des Bendaoud au quartier Sananés un cimetière qui abrite les tombeaux de Mustapha Ben Ismail ami de la France (tué par les troupes de l'émir Abdelkader), chef de la tribu des Douairs, et de Benaouda Mazari, chef de la tribu des Zmalas.
Il existe à Ras El Aïn l'un des plus anciens cimetières qui date de l'occupation espagnole au XVIe siècle, classé site historique dénommé « cimetière des concessions dit des cholériques ». Un autre cimetière chrétien se trouve à proximité du quartier Lamur (El-Hamri), ainsi qu'un cimetière israélite près de Médina Jedida, et le cimetière militaire américain au quartier Petit Lac (Hai Daya).

### Autres lieux notables
Hôtel de ville

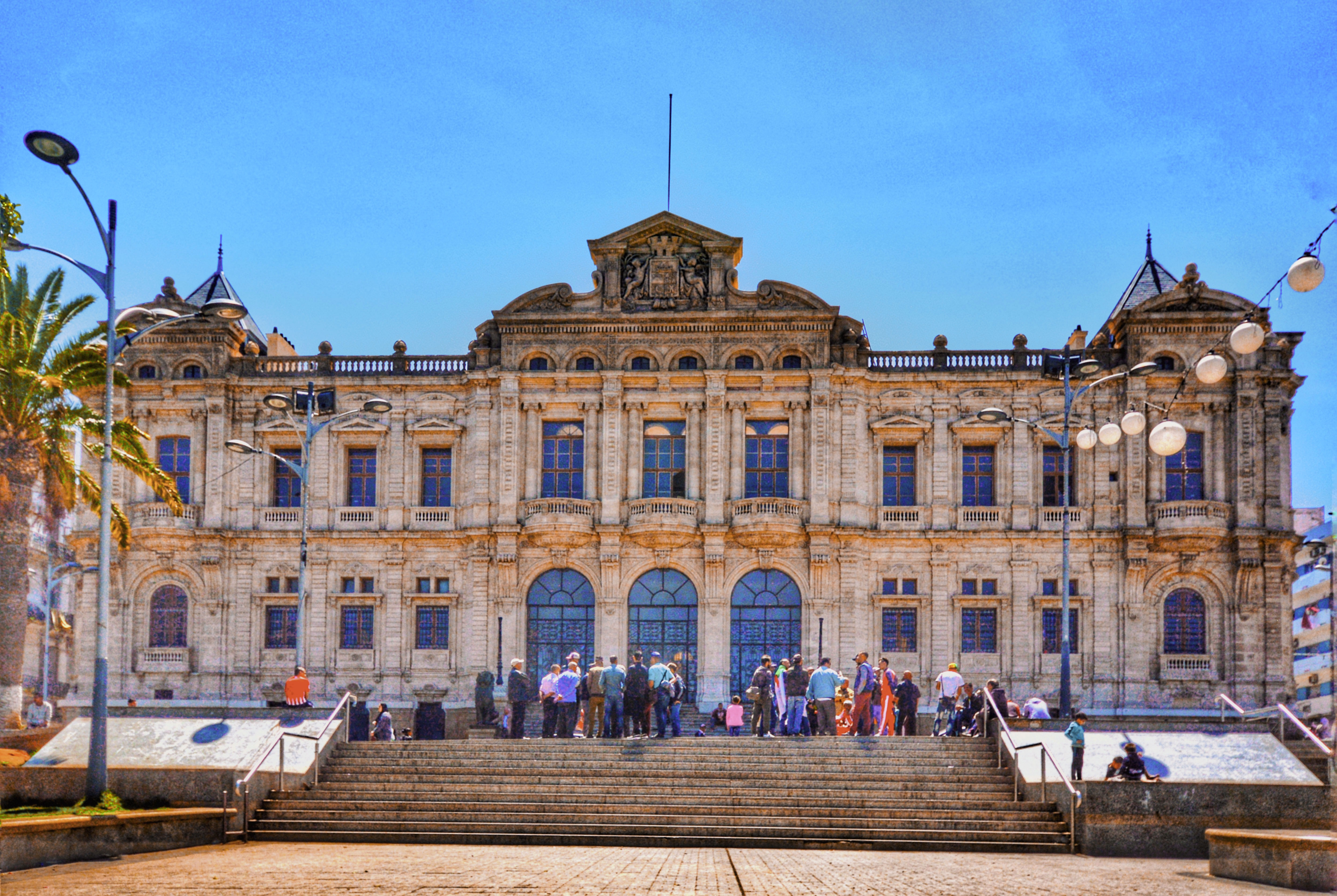
L'hôtel de Ville d'Oran.

Le monument à l’émir Abd-el-Kader sur la Place d’armes (Place du 1er novembre) face à l’Hôtel de Ville, a conservé l’obélisque de l’ancien monument de Sidi Brahim et, à son sommet, la statue en bronze de la « femme ailée » par Dalou (Thiébaut fondeur).
Théâtre Régional d'Oran

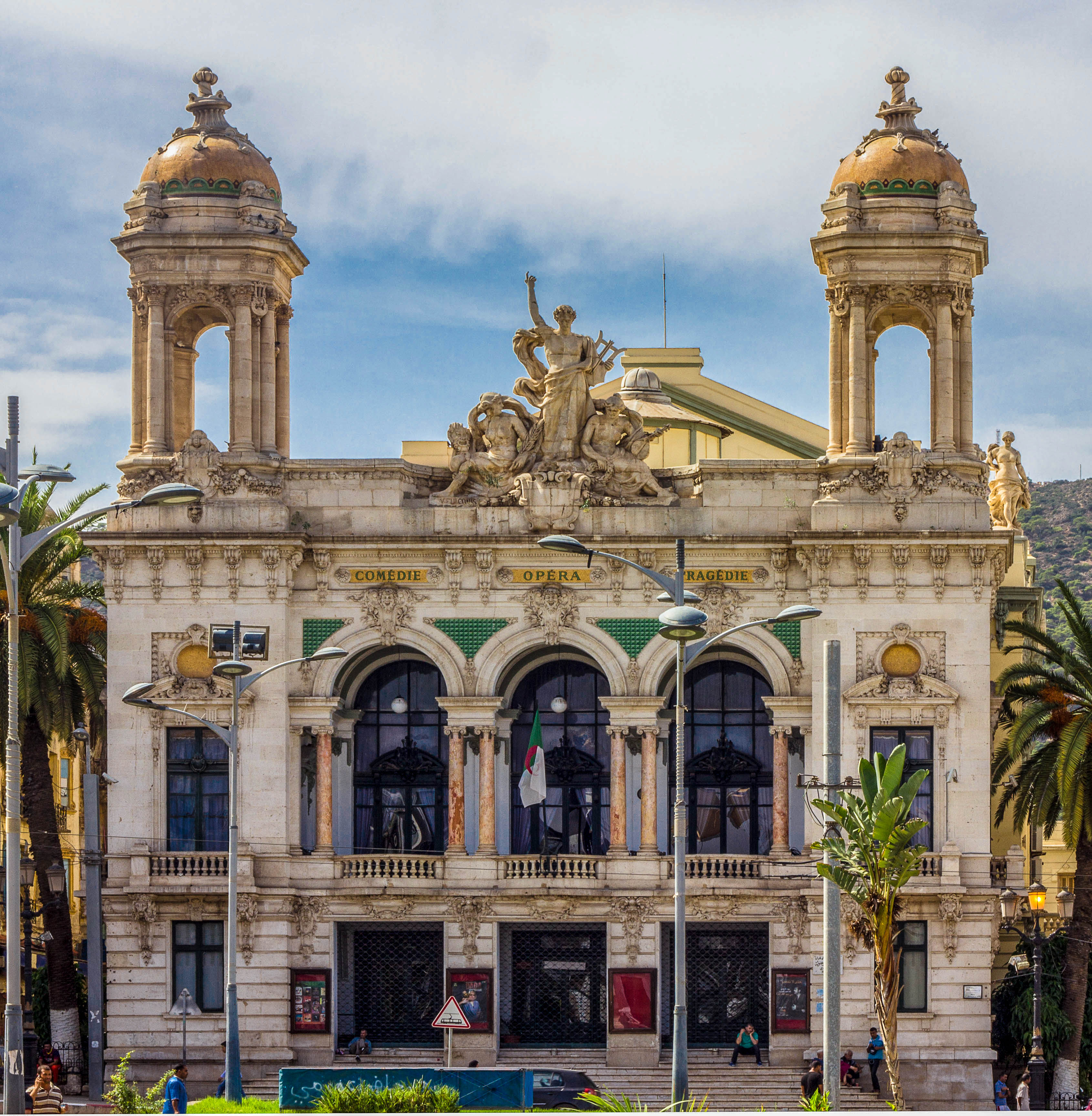
Le théâtre d'Oran en 2018.

Un théâtre, situé sur la place de l'Hôtel de Ville, et dont la façade s'orne d'un balcon à colonnade, et que surmontent deux petits dômes en forme de clocheton et un groupe statuaire représentant des allégories de la musique, de la déclamation, du drame et de la comédie, remplace depuis 1907 l'antique et pittoresque « casino Bastrana » qui servait de théâtre à la ville d'Oran. Cet édifice est mis en œuvre en 1905 par Hippolyte Giraud, homme de culture et aimant les arts, et maire d'Oran de 1905 jusqu'à sa mort survenue en 1907. Une première inauguration, le 10 décembre 1907, est interrompue en raison de l'inachèvement des travaux, les autorités et les invités en grande tenue pris dans la poussière et le vacarme des tapissiers et des ouvriers encore à l'œuvre. Et enfin, le 29 octobre 1908, le théâtre est inauguré officiellement. Les statues allégoriques ainsi qu'une gracieuse statue de « Source » ornant le promenoir du théâtre, sont l'œuvre de Louis Fulconis, grand prix de Rome, né à Alger en 1851, et mort à Oran en 1913.
Espaces verts
La promenade de Létang est un ensemble de jardins en terrasse au pied du Château neuf. Les jardins sont plantés d'espèces variées et dominent la mer. La promenade est nommée d'après le Général Georges de Létang en 1837 qui initia sa construction. Elle fut classée monument historique en 1932.
L'Aïdour est un lieu privilégié de ballades pour les Oranais. Ils peuvent y découvrir le fort et la chapelle de Santa Cruz, domine la mer et la ville dans une végétation méditerranéenne, notamment des pins d'Alep, des figuiers de Barbarie et des agaves. L'accès se fait par la route, par des sentiers ou par téléphérique.
Un jardin public a été inauguré dans le prolongement de la frange maritime sur l’axe Oran-Canastel, il s’étale sur 7 hectares, la première partie située entre la résidence de la wilaya et l’hôtel Méridien est déjà ouverte. La deuxième partie est prévue sur le boulevard du Millenium.
Gare ferroviaire
L'architecture de la gare d'Oran construite durant la colonisation française reprend les symboles des trois religions monothéistes. Ainsi, son aspect extérieur est celui d'une mosquée, où l'horloge a la forme d'un minaret ; les grilles des portes, fenêtres et plafond de la qoubba (dôme) portent l'étoile de David ; alors que les peintures intérieures des plafonds sont ornées de croix catholiques.
Fortifications
Oran abrite la plus grande concentration de forts militaires d'Afrique. Les fortifications qui entourent Oran se répartissent en deux groupes, celles qui dominent le ravin à l'Est, dont les principales étaient les châteaux de Saint-Philippe, Saint-André et Rosalcazar et celles de l'Ouest, bâties sur le pic de l'Aïdour, les châteaux de Santa-Cruz et de Saint-Grégoire.
Tous les grands forts de la ville étaient entourés de fossés profonds, dont le bord était garni d'énormes palissades armées de fer.

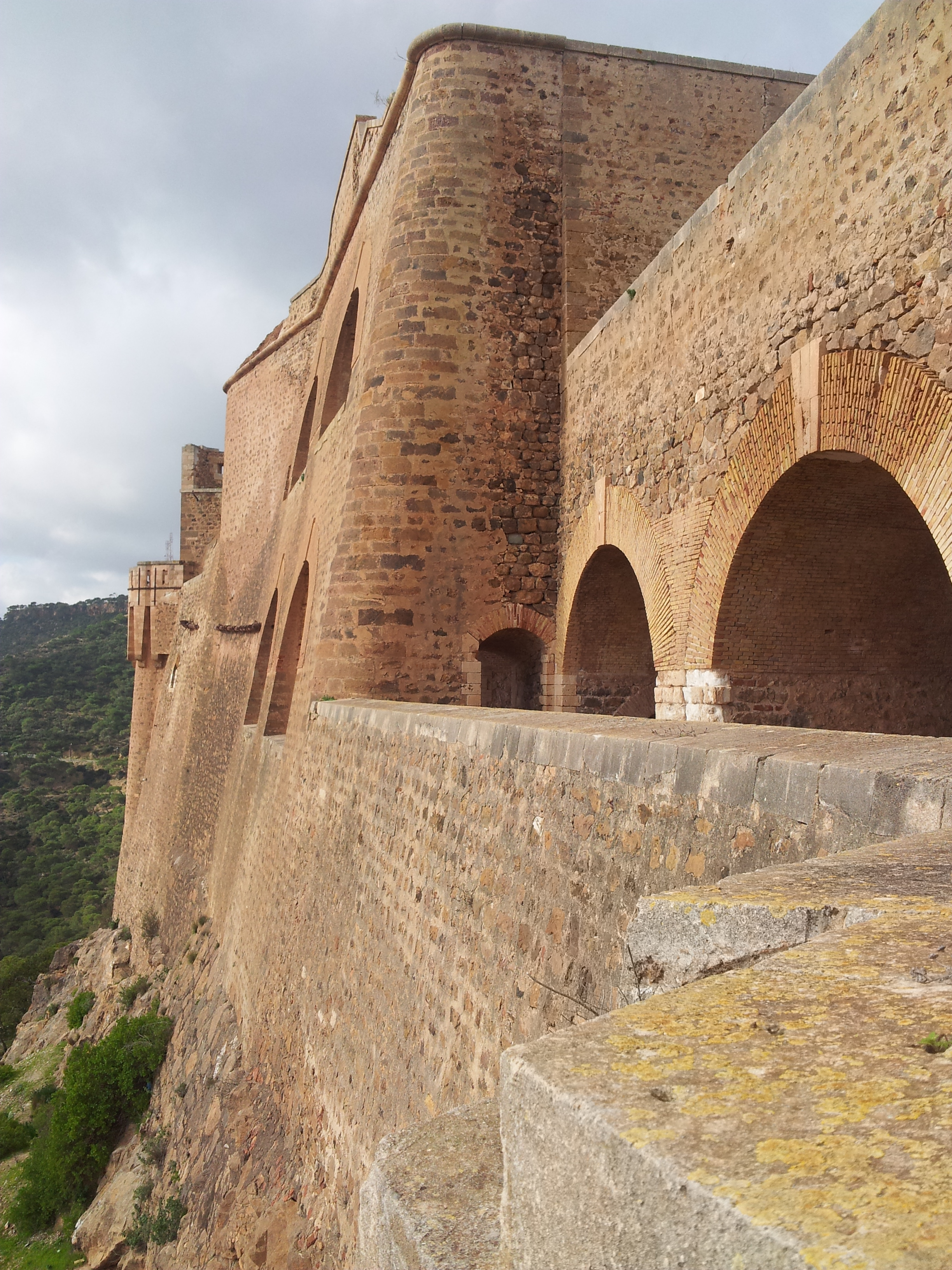
Remparts du Fort de Santa Cruz.
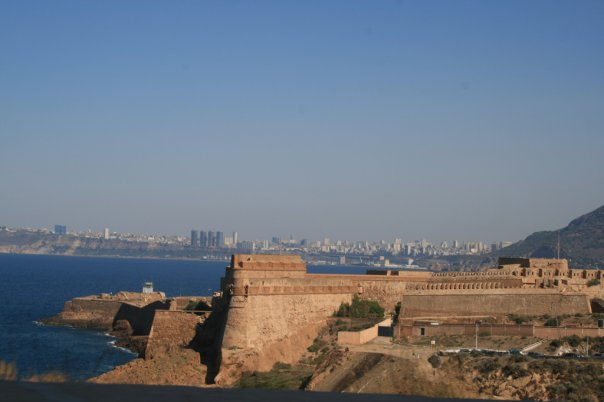
Le fort de Mers el-Kébir.
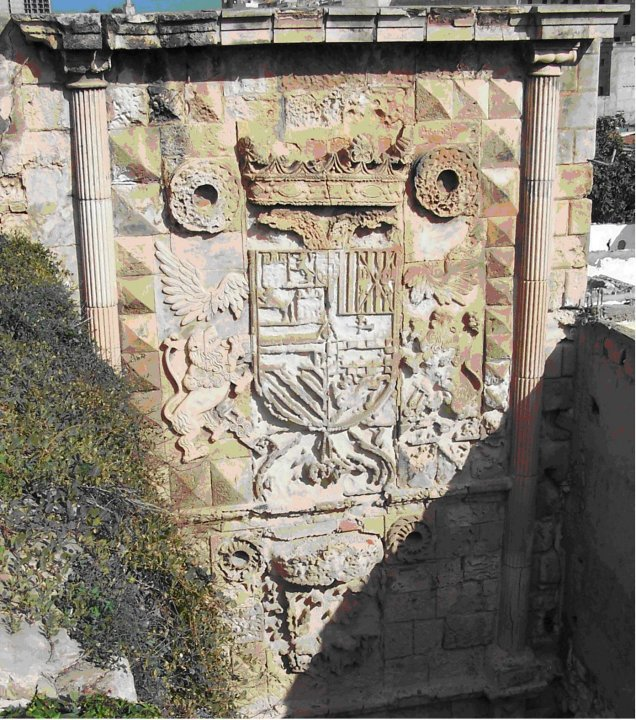
La partie supérieure de la porte d'Espagne.

Porte d'Espagne
Située dans la vieille Casbah, la porte d'Espagne est l'un des plus importants vestiges encore préservés de l'architecture espagnole à Oran. Elle fut exécutée en 1589 sous l'ordre du capitaine général Don Pedro de Padilla. Malheureusement, les riches écussons qui en ornent le faîte ont subi des dégâts irréversibles.
Arènes

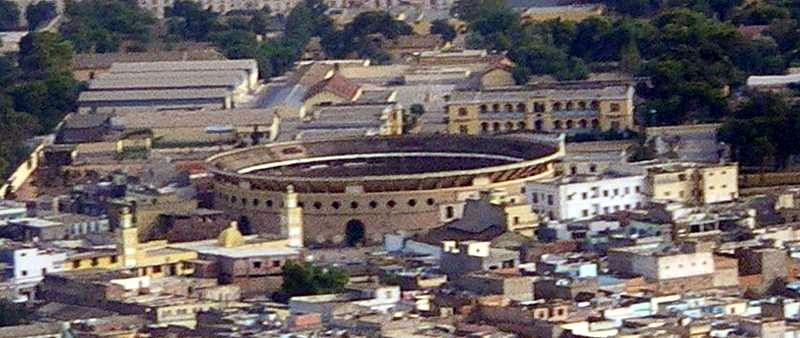
Arènes d'Oran.

Symbole par excellence de la forte présence espagnole à Oran, la ville possède des arènes, ce qui est rare en Afrique (Tanger et Melilla en possèdent également), et avait, durant la colonisation française, une bonne réputation tauromachique.

## Patrimoine culturel

### Paysages culturels

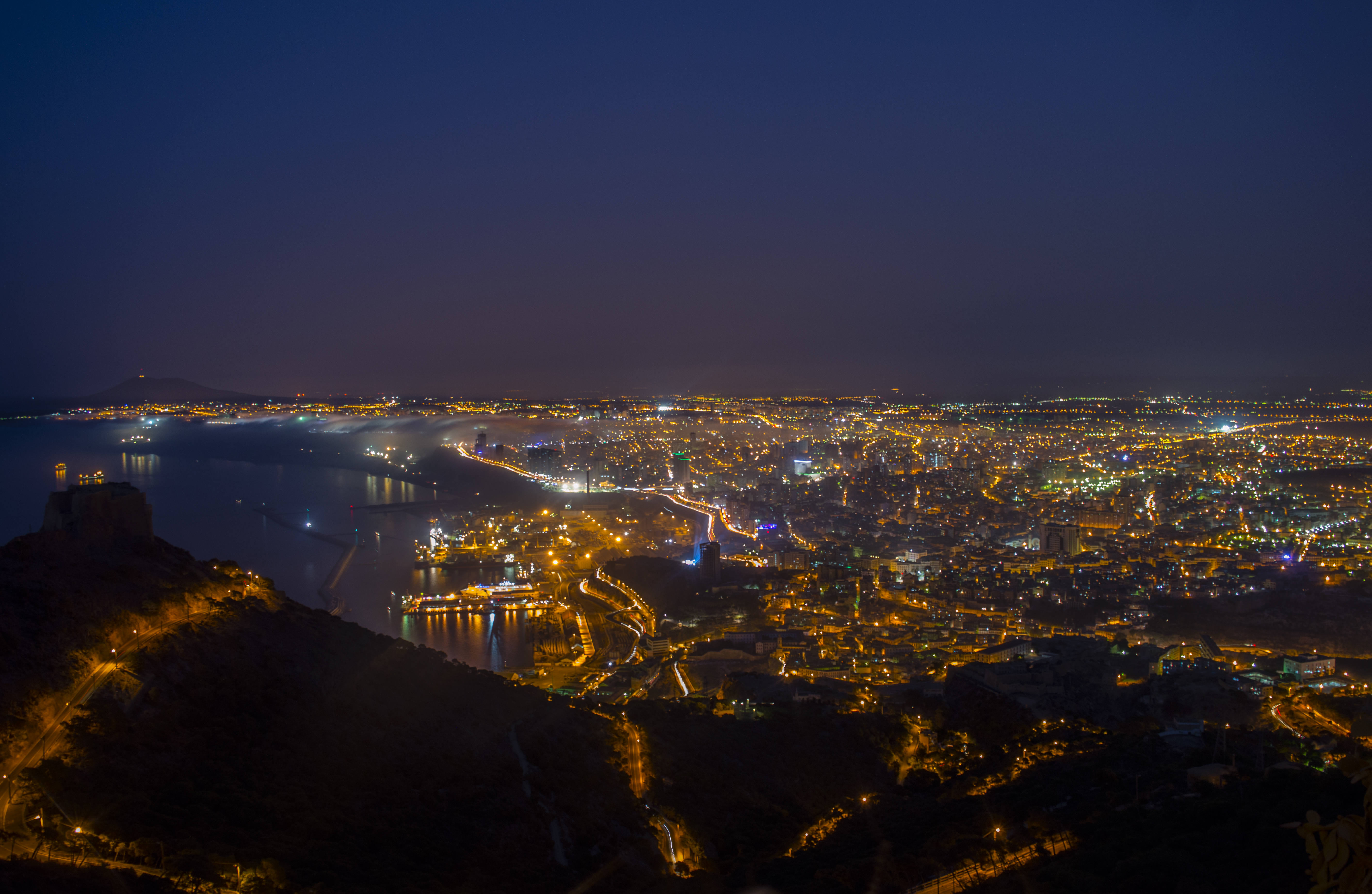
Vue d'Oran la nuit.

Parmi les sites remarquables représentant des paysages culturels de la ville ; le djebel Murdjajo est omniprésent dans le champ visuel et dont la dimension culturelle est confortée par la présence des mausolées de Sidi-Abdelkader-Djilali et de Sidi El Houari, le saint patron de la ville. Son authenticité est confirmée par le passage de différentes cultures : Andalous, Berbères, Arabes, Espagnols, Turcs et Français, ainsi que le quartier commercial de Médina Jdida qui possède en lui les ingrédients des caractéristiques identitaires de la ville: des lieux et des personnages, des noms et des portraits, il entretient les mausolées voué au culte des saints au son du karkabou, une musique de plus en plus intégré dans les pratiques festives des habitants.

### Musées et espaces culturels

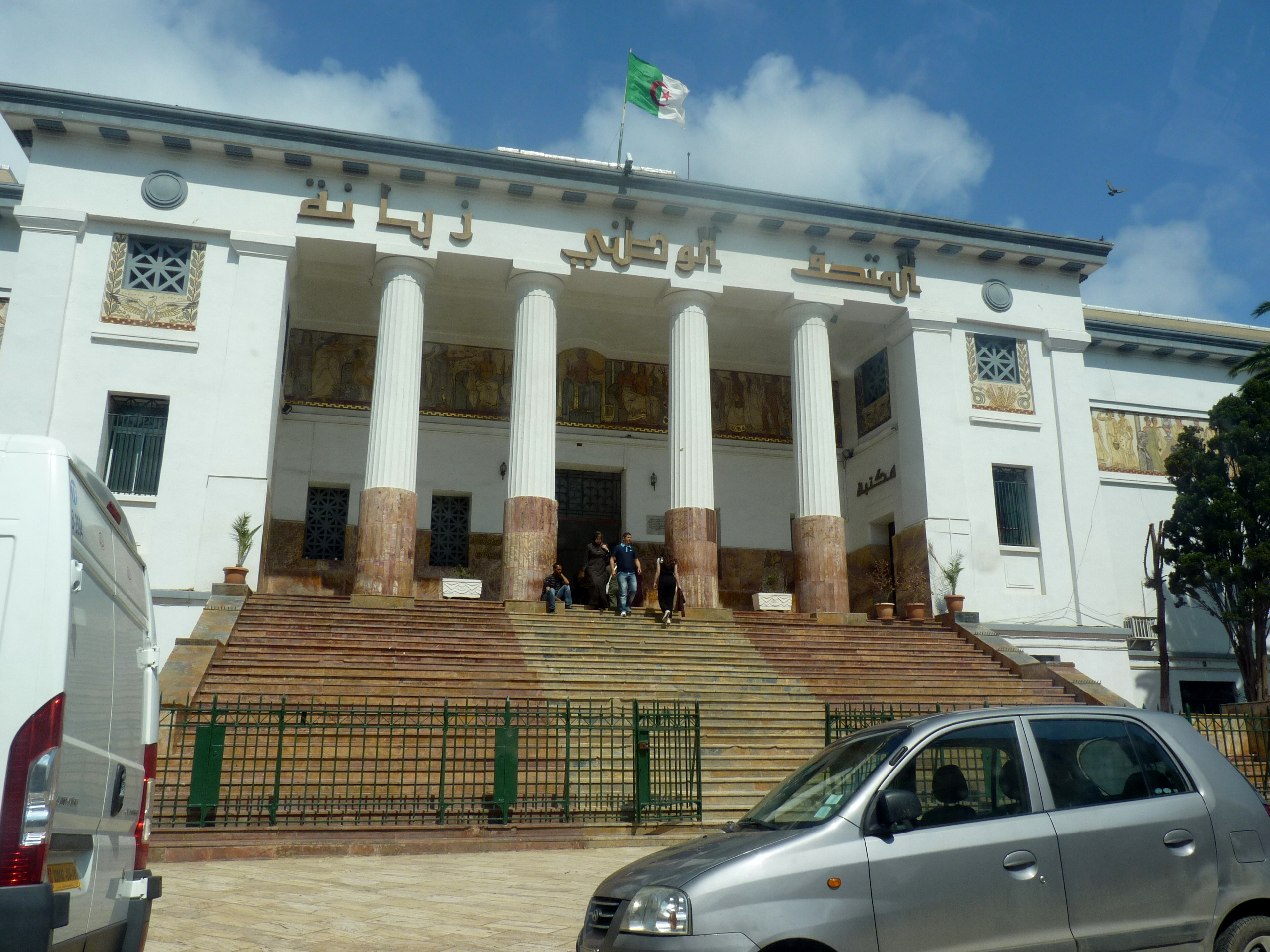
Musée Ahmed Zabana.

Le musée Ahmed Zabana, ancien musée Demaeght est créé en 1885 par la Société de géographie et d’archéologie de la province d’Oran. Les bâtiments actuels datent de 1933. Le musée est depuis 1986 sous la tutelle du ministère de la Culture et a été rebaptisé « musée national Ahmed Zabana ». Il comporte sept sections centrées sur Oran et sa région : beaux arts, moudjahid, numismatique, préhistoire, vieil Oran, ethnographie et histoire naturelle.
Le Musée du Moudjahid d’Oran se situe dans le quartier de l'USTO, il recouvre la mémoire physique de la lutte pour l'indépendance nationale durant la guerre d'Algérie.
Le Musée d'Art moderne d'Oran (MAMO) se trouve à la rue d'Arzew dans le bâtiment qui abritait auparavant les anciennes Galeries Algériennes. Il est consacré à l'art moderne et contemporain: algérien et international.
Le Palais de la Culture : l'ancienne Maison du colon construite en 1920, est transformée en Palais de la Culture en 1990. En juin 2022, la ministre Soraya Mouloudji inaugure le Palais de la Culture après plusieurs années de réhabilitation.

### Musique
Si l'éveil musical de la ville remonte à l'entre-deux-guerres et au phénomène de citadinisation du bedoui, avec des chanteurs comme Cheikh Hachemi Bensmir ou Cheikh Hamada. Le style oranais, wahrani, est plus récent. Il allie l'art du melhoun avec des éléments bédouins et espagnols, et se veut plus universel. Il est remis à la mode dans les années 1960 par des chanteurs tels que Ahmed Wahby et Blaoui El Houari avant d'être développé plus tard dans la chanson oranaise (Cheikh Fethi, par exemple).
Les meddahates, sont des orchestres féminins, qui animent les fêtes familiales à Oran et sa région, avant l'indépendance, il y avait de nombreux groupes dans plusieurs quartiers.
Oran est élégamment une des villes satellites de l'école de Tlemcen, de la musique arabo-andalouse.

### Oran, capitale du raï

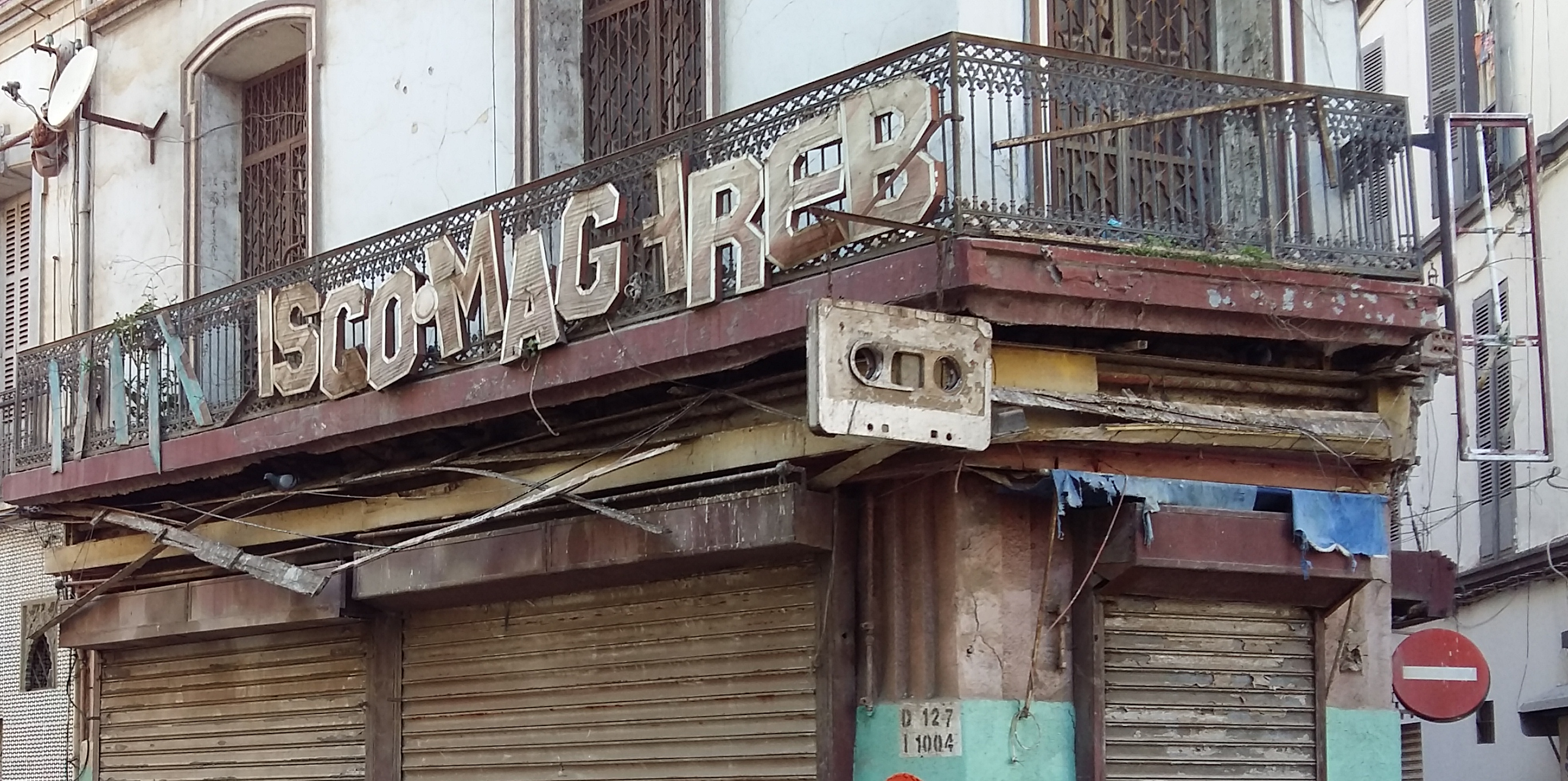
« Disco Maghreb », 2017.

Oran est la capitale du raï, style musical issu d'anciennes traditions algériennes. Le raï a longtemps été considéré comme une musique des bas fonds avant d'être développé dans les années 1960 et 1970 par des chanteurs comme Belkacem Bouteldja et Senhaji Mohamed.
Le style a été récomposé[Quoi ?] par des musiciens arrangeurs oranais : Mohammed Maghni et Rachid Baba Ahmed, dès le début des années 1980.
Ce style musical, véhiculant des messages hédonistes et contestataires, a été dans un premier temps méprisé par les autorités algériennes avant d'être associé à la culture algérienne dans son ensemble.

### Festivals et événements

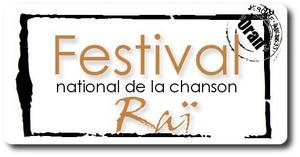
Logo du Festival national de la chanson Raï.

Oran organise plusieurs festivals. Les plus célèbres sont sans doute le Festival du Raï et le Festival international du film arabe qui sont organisés chaque année à Oran.
Le Festival de la musique et de la chanson oranaise impose à chaque artiste de participer avec au moins une nouvelle chanson. Il a lieu peu après le festival de la chanson Rai, du 26 au 31 août. Enfin, le salon national de la peinture des enfants est organisé par l'association Le Libre pinceau à la maison de la culture Zeddour Mohamed Brahim Kacem. Il regroupe des enfants des 48 wilayas algériennes, soit en moyenne 3 000 enfants.
Le Festival du conte organisé depuis 2007 à Oran par l'association Le Petit Lecteur qui regroupe des conteurs de tout le bassin méditerranéen.
Le Pocket films festival Algérie organisé depuis 2010 par les Centres culturels français d’Oran et de Tlemcen avec l’aide de l’association Génération oranaise, est un concours de films tournés avec téléphone mobile et caméra d’appareil photo numérique.
On notera aussi l'organisation du Festival de Yennayer, l'An amazigh (Berbère) organisé par l'Association Culturelle Numidya, avec la participation du Haut commissariat à l'amazighité et de diverses associations culturelles, au mois de janvier de chaque année.

### Enseignement

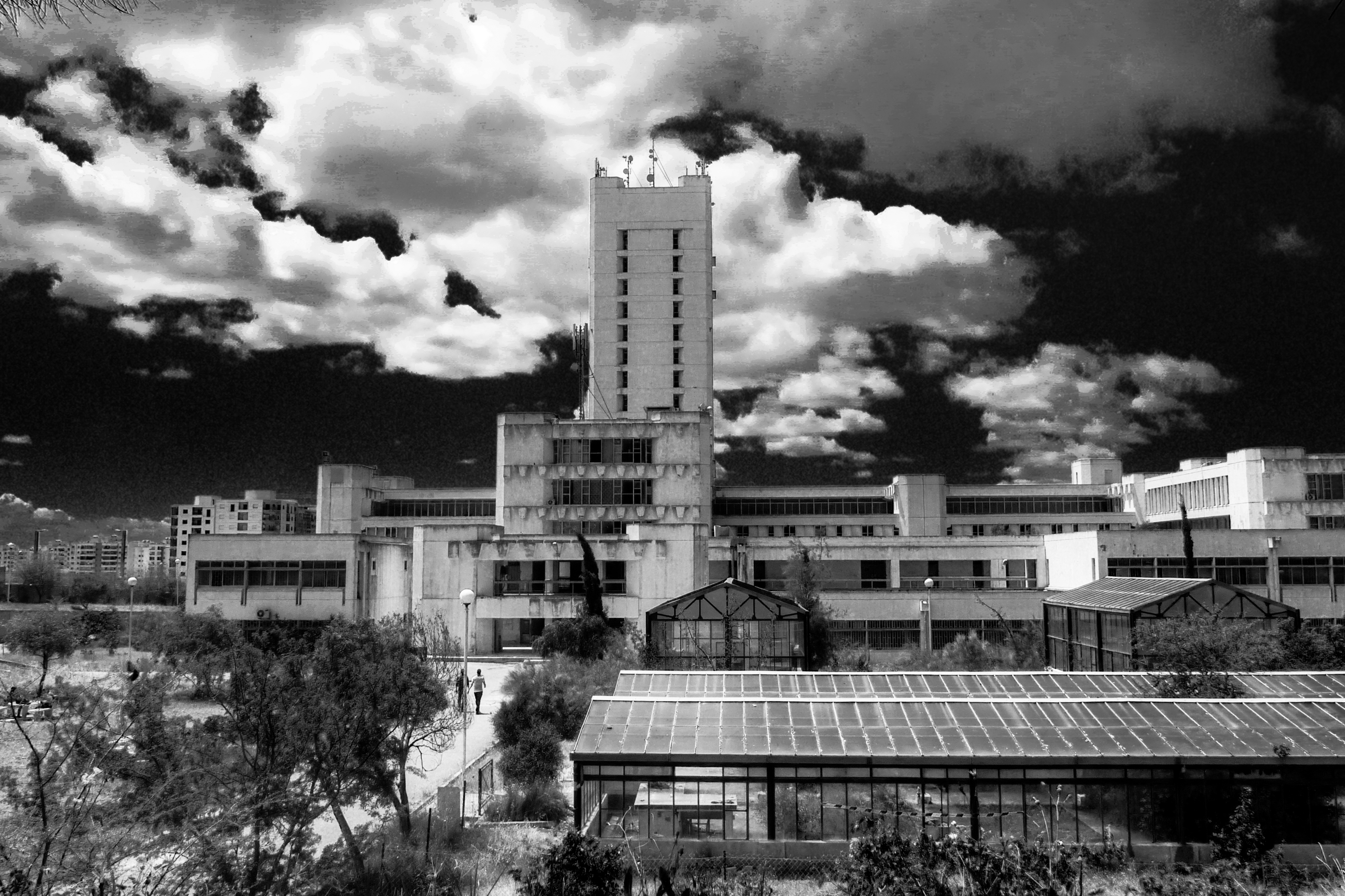
L'université des sciences et de la technologie Mohammed Boudiaf USTO.

Oran est un pôle universitaire important, la ville et sa banlieue compte plusieurs universités telles que :  
- l'université d’Oran Es-Sénia[329], l’Institut de Maintenance & Sécurité Industrielle IMSI (ex IAP)
- l’université Mohamed Ben Ahmed. L'université des sciences et de la technologie d'Oran - Mohamed-Boudiaf (USTO) conçue par l’architecte japonais Kenzō Tange, ainsi que l'École nationale polytechnique d'Oran (ENPO)[330].

La ville abrite enfin plusieurs établissements d’enseignement supérieur tels que l'Institut national des télécommunications et des technologies de l’information et de la communication, l'Institut hydrométéorologique de formation et de recherches (IHFR) à vocation africaine, l'Institut des sciences médicales, l'École préparatoire aux sciences et techniques, l'École supérieure de management des Ressources en eau et l’Institut des langues étrangères (ILE).
La ville comporte par ailleurs de nombreuses écoles de commerce et de gestion, on peut citer l'École de formation en gestion, informatique et commerce Ibn Sina (EGIC Ibn Sina), l'Institut de développement des ressources humaines (IDRH) et l'Institut international de management (INSIM),.
Lors de l'année universitaire 2007/2008, Oran comptait 63 094 étudiants.

### Bibliothèques
En dehors des bibliothèques universitaires, Oran compte cinq bibliothèques principales :
- La bibliothèque régionale d'Oran est installée depuis 1983 dans l'ancienne cathédrale. Elle compte une médiathèque au sous-sol et possédait en 2006 un nombre de 60 000 ouvrages[c 3] ;
- La bibliothèque municipale, située dans une aile du Palais des Beaux-Arts, abrite 29 000 volumes et quelques manuscrits arabes[335] ;
- La bibliothèque biomédicale d'Oran, créée en 1990 par le Conseil du Diocèse. Le développement et la gestion est confiée à la communauté des « Pères blancs »[336] ;
- Le Centre d’Informations scientifique et de Documentation (CISD), médiathèque du CRASC[337].
- L'Institut Cervantes d’Oran a sa propre bibliothèque, qui comprenait en 2007 2 500 documents de la culture espagnole et hispano-américaine[228] ;
- La bibliothèque du Centre culturel français compte également un vaste trésor d'ouvrages en langue française dans les différents domaines culturel, scientifique, littéraire et technique[338].

Elle compte une bibliothèque jeunesse associative créée et gérée par les membres de l'association: Le Petit Lecteur, première bibliothèque consacrée exclusivement au jeune public, de 4 à 16 ans.

## Vie quotidienne à Oran

### Oran, ville libérale
« Notre monde à l’époque était Oran et non Paris. Ni Alger, la ville métaphysique de Camus aux blanches vérités, ni encore Marrakech et sa bienfaisante magie rose. Oran, une cosmopole de commerçants venus de partout, et surtout d’ailleurs, une ville étincelant dans un patchwork de mille couleurs sous le calme soleil d’Afrique du Nord », a, un jour, témoigné Yves Saint Laurent.
La société oranaise a la réputation d'être libérale et ouverte d'esprit comparativement aux autres villes du pays, ce qui lui vaut beaucoup de critiques à l’intérieur même de l’Algérie.
La ville est restée la capitale du Raï, cette musique qui fait partie intégrante du patrimoine oranais, est souvent empreintes d'un lexique vulgaire, renvoyant a des thématiques liées au sexe et l'Amour qui choquent les sensibilités religieuses et la morale publique.
Au plus fort de la guerre civile algérienne, alors que cette musique était surnommée « cor du diable » ((ar)mizmar echaytane) ou encore « Sodome de la côte » par les islamistes du GIA. La libéralité et l'ouverture d'esprit de la population oranaise lui ont permis de traverser cette période avec moins de dommages que le reste de l'Algérie.
Havre de paix et de tolérance pour les Oranais, la ville est vivement critiquée de l'extérieur pour sa libéralité. Toutefois, le score élevé (39 %) du candidat islamiste aux élections présidentielles de 1995 traduit les frustrations d’une population très ouverte mais profondément attachée à l’Islam.

### Gastronomie oranaise

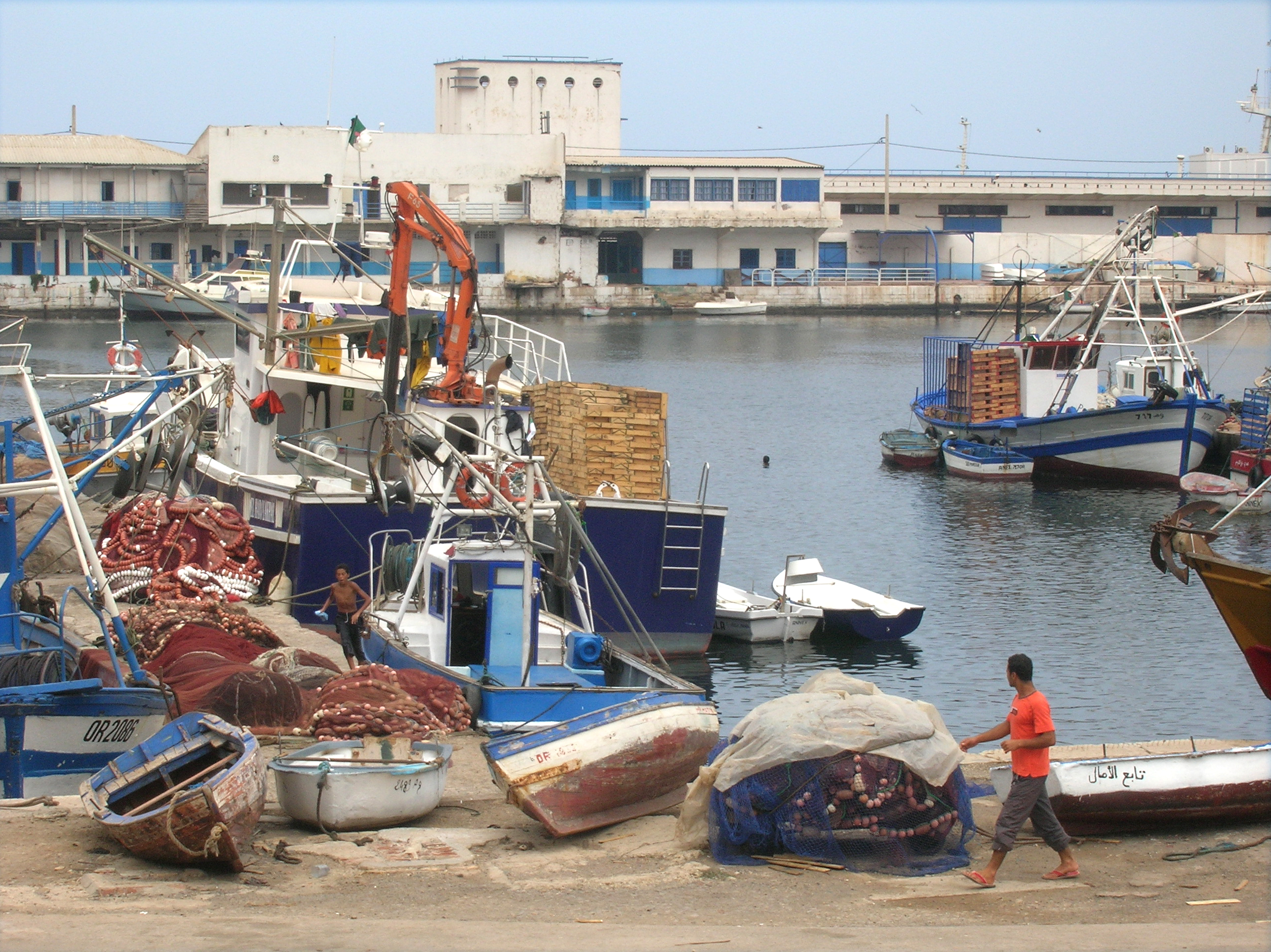
La pêcherie.

D'une manière générale, la cuisine oranaise cumule a la fois l'art culinaire méditerranéen et nord africain, elle est autant influencée par la cuisine du sud de l'Espagne que par la cuisine française. Oran est à l'origine de plusieurs mets comme la karantika et la mouna. Les traditions culinaires à Oran ont également adapté plusieurs plats espagnols tel le gaspacho oranais, des plats régionaux comme la harira et les escargots. Paradoxalement, l'oranais, une sorte de tartelette à l'abricot et à la crème, inventé à Oran sous la colonisation française, est peu connu à Oran.
Le créponné est un sorbet traditionnel algérien au citron inventé à Oran.

### Fêtes populaires
La fête du jour de l'an berbère Yennayer appelée localement Ennayer héritée de l’époque berbère pré-islamique est toujours célébré à Oran; à l'occasion de cette fête, les oranais préparent un plat traditionnel « cherchem »: un mélange de blé, fèves et pois chiche cuits à l'eau. Ils achètent pour la soirée des figues sèches aux châtaignes, des cacahuètes, des noix de cajou, des noisettes, des pistaches, de la « halva » turque, etc. et les enfants attendent cette fête comme celle de l'Aïd el-Fitr ou l'Aïd el-Adha. Même si cette fête est considérée comme païenne par quelques groupes salafistes, elle reste néanmoins une tradition très populaire bien ancrée dans la ville.
Certains habitants de la ville organisent également la Waâda de Sidi El-Hasni, en l'honneur d'un saint personnage de la région.

### Sport
Oran a toujours compté une multitude de clubs et associations sportives. En 1894 elle a vu naître le premier club de football du Maghreb, le Club des Joyeusetés d'Oran (CDJ), suivi du Club athlétique liberté d'Oran (CALO) en 1897, tous deux fondés par les colons européens de l'époque.
En mai 1956, les clubs et associations musulmanes de toute l’Algérie ont boycotté les compétitions officielles. Le FLN organisa alors un tournoi entre les formations des hawma (quartiers) d’Oran comme Médioni, M’dina J’dida, Lamur et de la périphérie El Karma, Sidi Chahmi, Es Senia, Zahana, Sig, ainsi que d’autres équipes régionales comme USM Bel Abbès.
Le Mouloudia Club oranais est un club omnisports, il est aujourd'hui le club phare de la ville. Il est le doyen de la D1 et a gagné de nombreux titres nationaux et internationaux. L'équipe est domiciliée au stade Ahmed-Zabana ainsi qu'à la salle omnisports (palais des sports) pour les autres disciplines. L'autre grand club omnisports de la ville, est l'ASM Oran créé en 1933 et domicilié au stade Habib-Bouakeul. Les autres clubs de football sont l'USM Oran, le SCM d'Oran et le RCG d'Oran.
Le Marathon international d'Oran est un événement annuel, à la fois sportif et festif.
La ville d'Oran obtient à Pescara en 2015, l'organisation de la 19e édition des Jeux méditerranéens de 2021.

## Oran dans les arts et la culture

### Oran dans la littérature
De nombreux écrivains ont fait d'Oran le théâtre de scènes de leurs livres. Le célèbre hidalgo Don Quichote de Cervantes fait étape à Oran. Une partie du roman Clovis Dardentor de Jules Verne se déroule dans la ville.
Les plus célèbres des références sont sans doute signées par Albert Camus dans son roman La Peste, qui se déroule entièrement dans la ville, et dans son essai L'Été. On retiendra aussi les romans de Yasmina Khadra, Ce que le jour doit à la nuit et Les anges meurent de nos blessures ; les romans D'ocre et de cendres : femmes en Algérie, 1950-1962 et Les arbres ne nous oublient pas de Michèle Perret ; et du point de vue iconographique, Oran, la mémoire de Kouider Metair.
En 2017 paraît Les Mujeres hurlant la nuit de Jamal Eddine El Jabri, un roman décrivant Oran au quotidien avant l'indépendance, roman imprégné des rues et ruelles et des personnages et faits historiques ayant existé. La même année, Jean-Claude Tobelem publie Oran ou la banalité, à la fois un récit qui relate le parcours d'une famille juive à Oran ainsi qu'un essai où l'histoire de la ville offre une représentation du monde et de l'humain.

### Oran dans la peinture
L'art pictural demeure relativement peu développé. Le Musée Ahmed Zabana abrite quelques toiles du paysage oranais de l’époque coloniale. En France, Oran en peinture figure exceptionnellement dans quelques collections.
Gustave Guillaumet a peint un paysage du Murdjadjo conservé au musée d'Oran.

### Oran au cinéma
- 1975 : L'inspecteur marque le but de Kaddour Brahim Zakaria
- 2010 : Un balcon sur la mer de Nicole Garcia[347]
- 2012 : Ce que le jour doit à la nuit d'Alexandre Arcady
- 2014 : L'Oranais de Lyes Salem
- 2015 : Les Portes du soleil de Jean-Marc Minéo, avec Lorie, Smaïn et Mike Tyson
- Festival international du film arabe d'Oran 2024.

## Jumelages
Oran est jumelée avec les villes suivantes :
- Seoul (Corée du Sud)
- Alicante (Espagne)
- Bizerte (Tunisie)
- Bordeaux (France) depuis le 7 décembre 2003[348]
- Le Caire (Égypte)
- Casablanca (Maroc) depuis 1999
- Dakar (Sénégal)
- Djeddah (Arabie saoudite)
- Durban (Afrique du Sud)[349]
- Gdansk (Pologne)
- La Havane (Cuba)
- Lyon (France)[350]
- Metz (France)
- Oujda (Maroc)
- Sfax (Tunisie) depuis 1989[351]
- Strasbourg (France) depuis le 1er avril 2013[352]
- Toulon (France)
- Zarka (Jordanie)
- Leicester (Angleterre) depuis 2001

## Personnalités nées ou liées à Oran
Parmi les Oranais célèbres, on remarque ceux qui ont permis à la ville d'obtenir son surnom de capitale du Raï.
On notera également la fin tragique de certains d'entre eux, comme Cheb Hasni, lors de la guerre civile des années 1990.
De nombreuses personnalités du monde de la recherche, de la création littéraire ou artistique, du spectacle, de la politique et du sport sont originaires d'Oran. C'est notamment le cas des personnes contemporaines citées dans la liste ci-après.
D'autres personnalités, de divers domaines, ont également marqué Oran ou vécurent dans cette ville. À l'instar d'Albert Camus qui a fait de longs séjours à Oran, ville qui lui a servi de cadre à son roman La Peste. C'est notamment le cas des personnes citées dans la liste déroulante ci-dessous.